# Ausztria madárfajainak listája
A világon élő mintegy 10 000 madárfaj közül Ausztriában jelenleg 407 fajt tartanak nyilván.

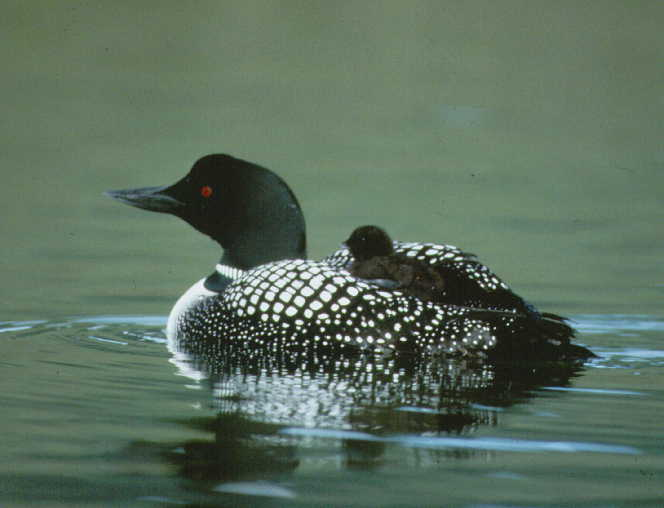
Jeges búvár

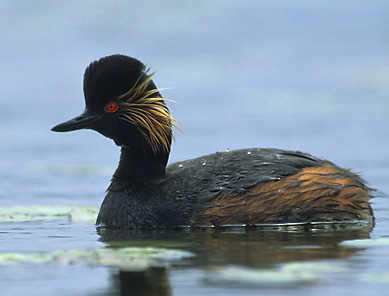
Feketenyakú vöcsök

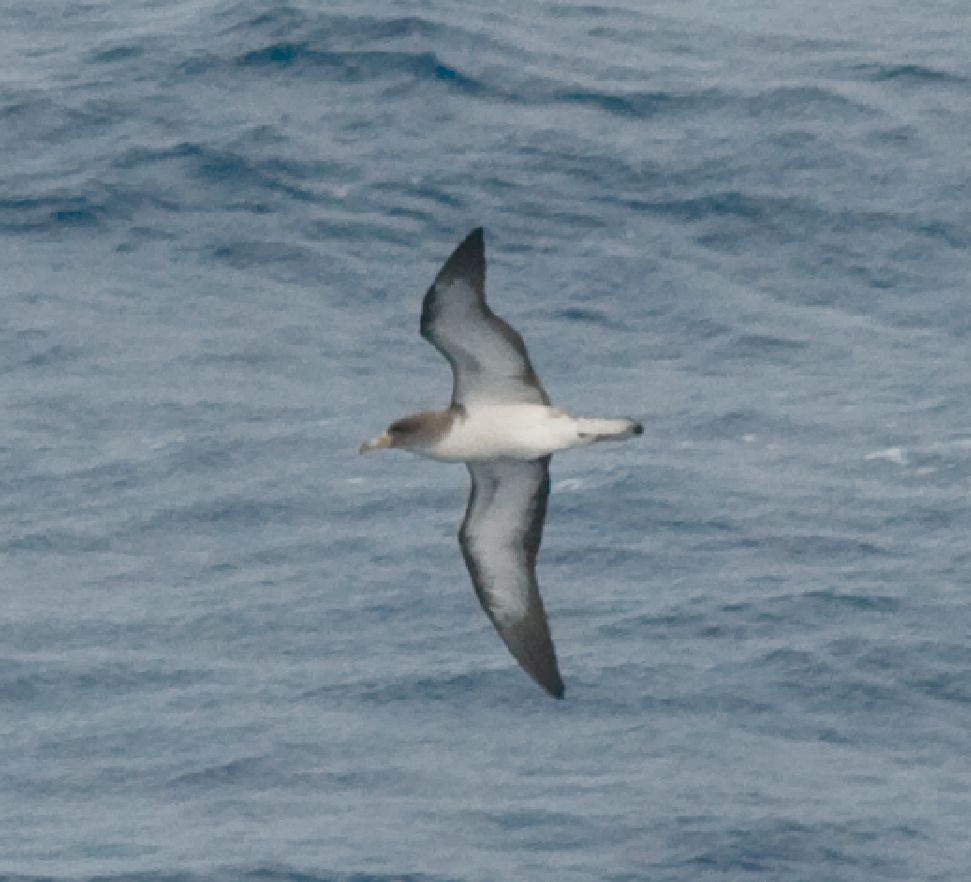
Mediterrán vészmadár

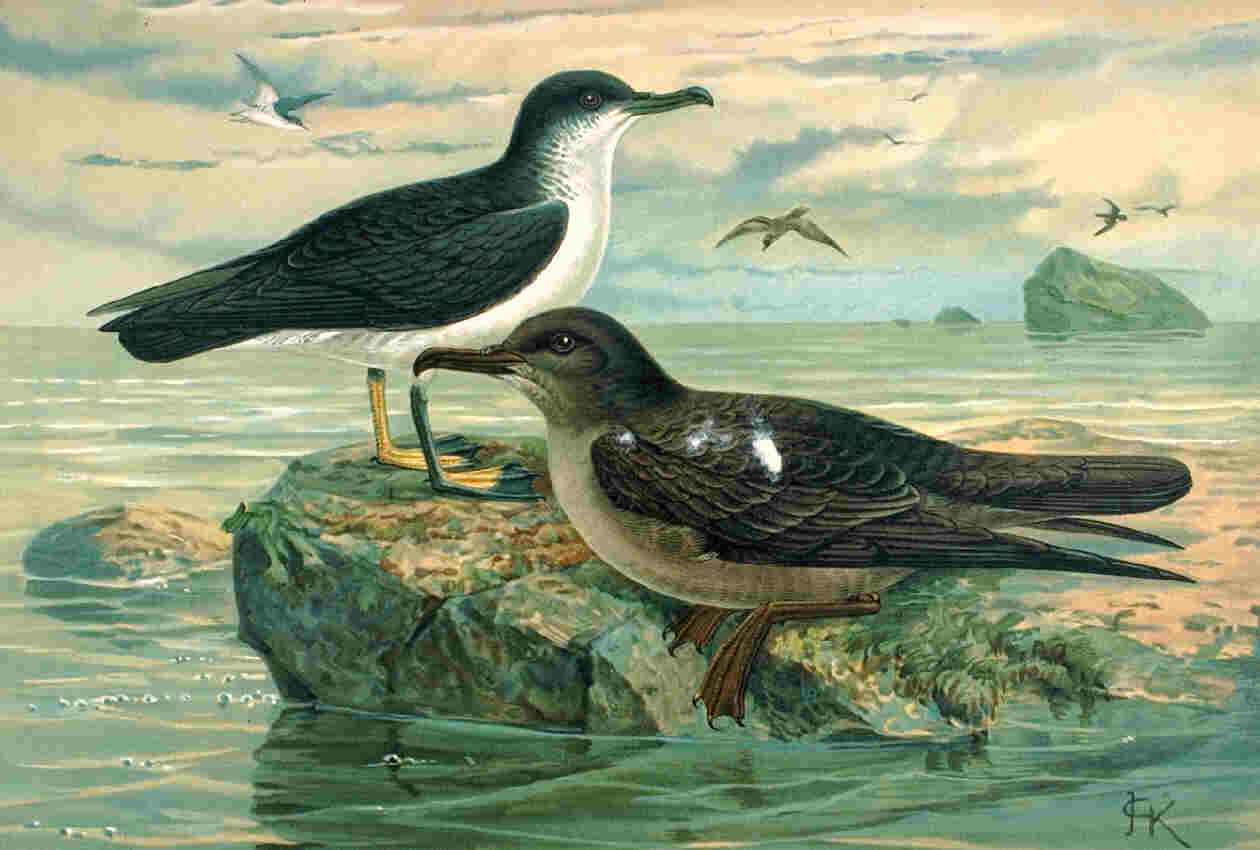
Atlanti vészmadár

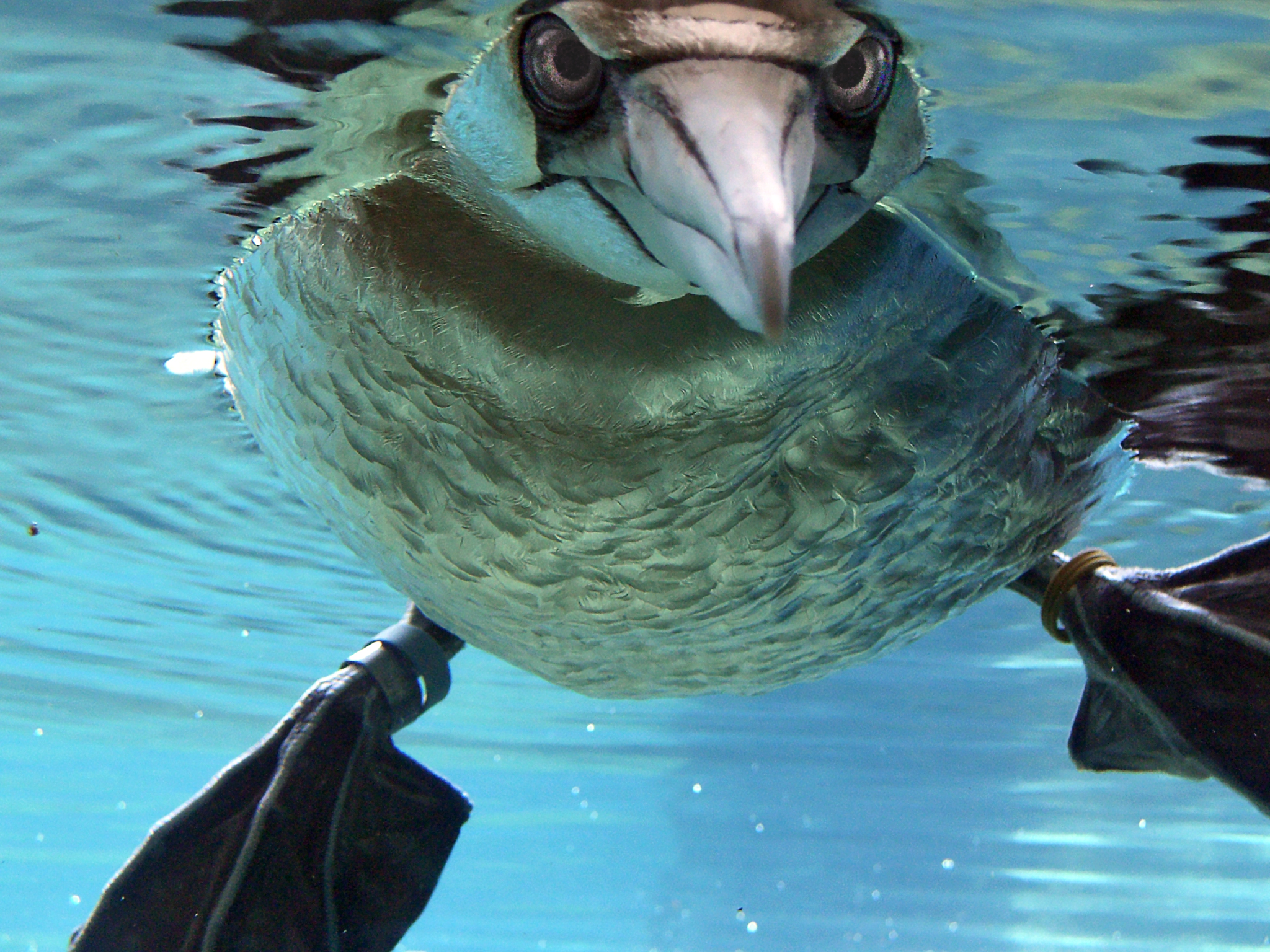
Szula

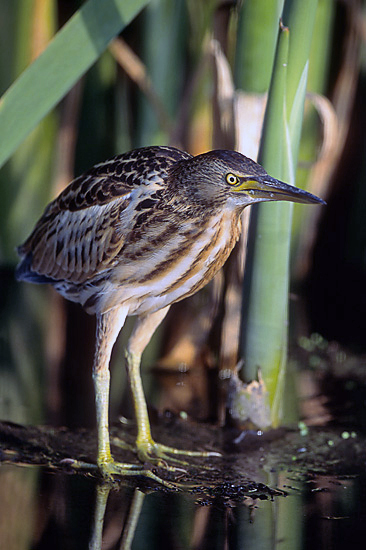
Törpegém

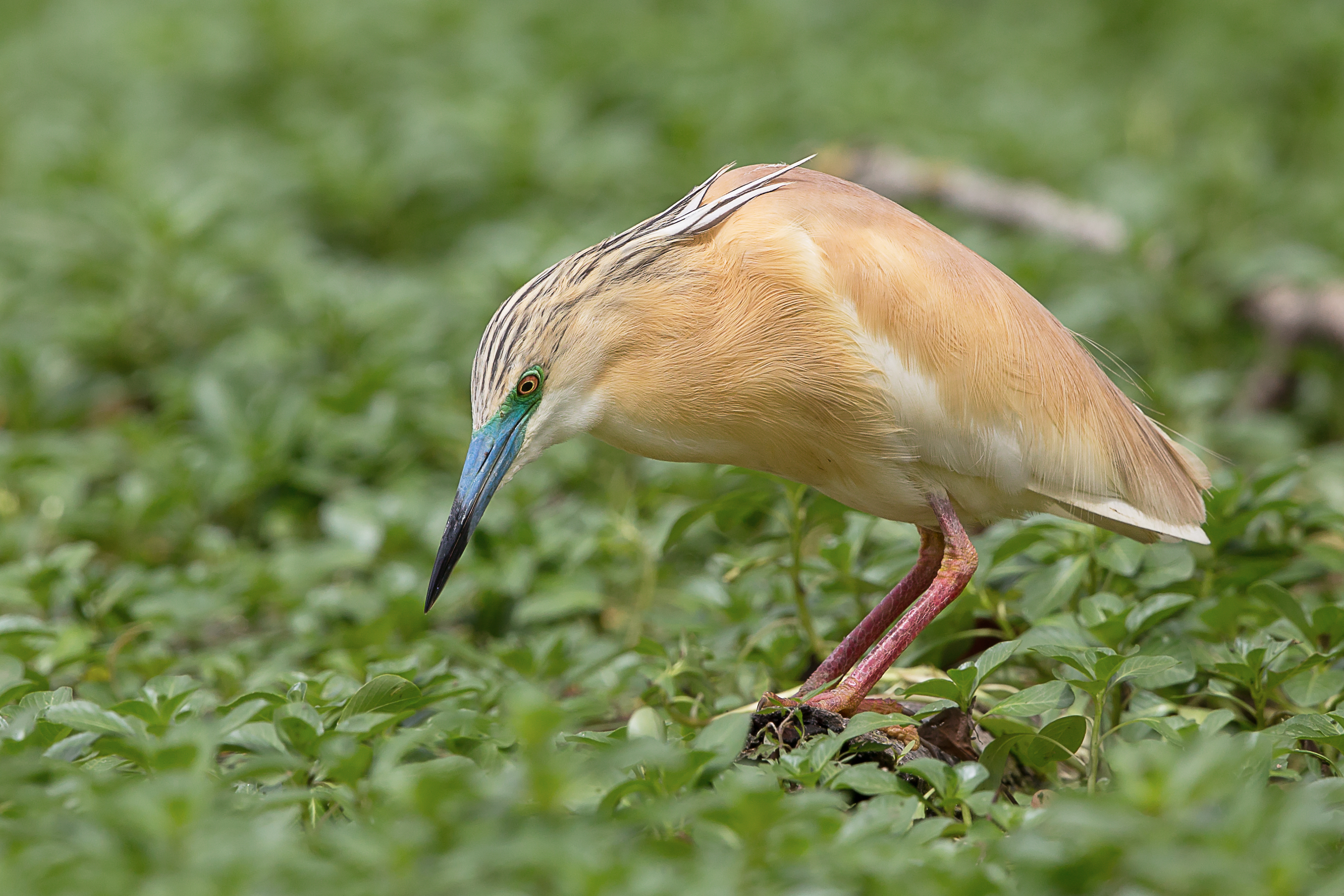
Üstökösgém

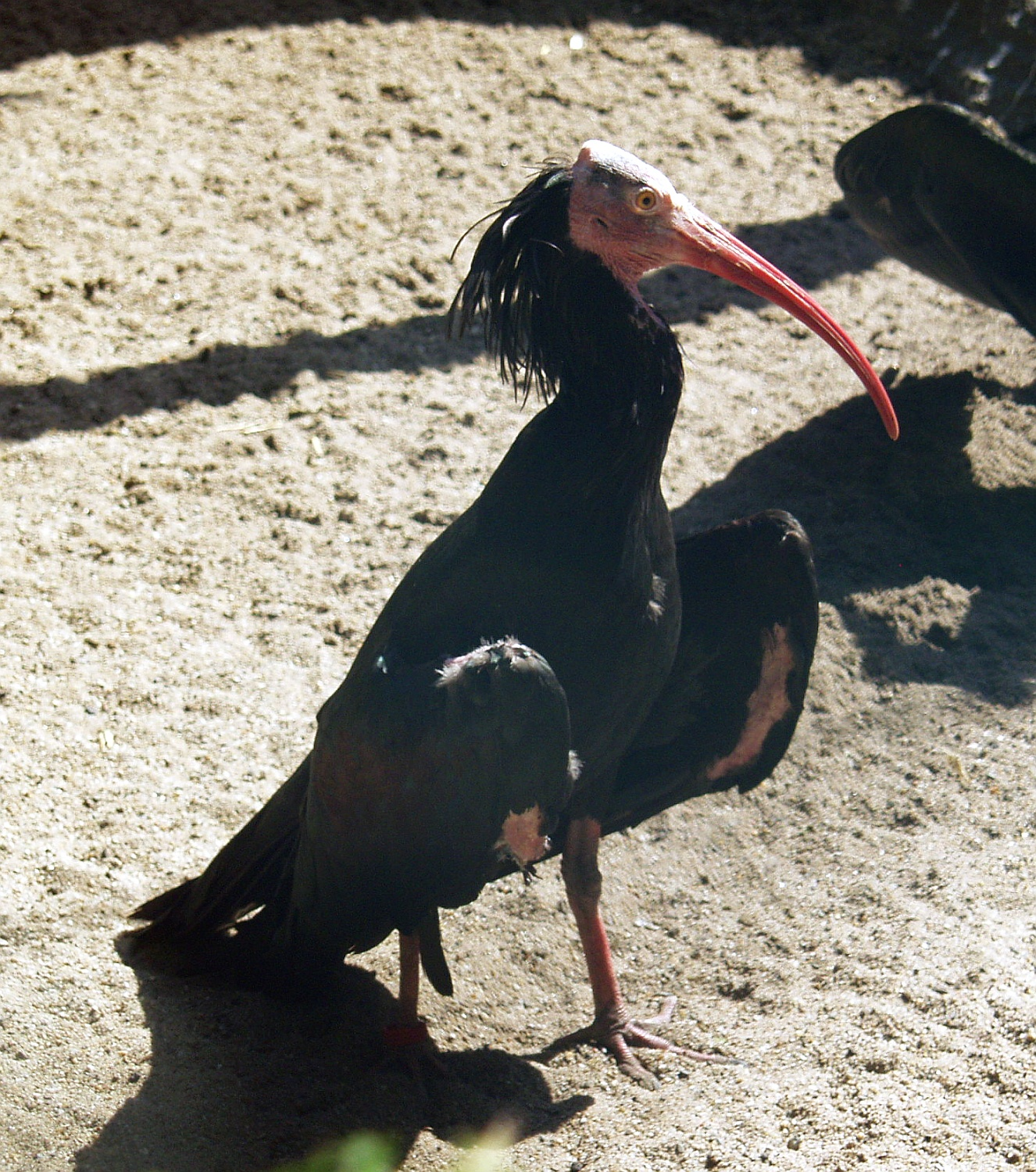
Tarvarjú

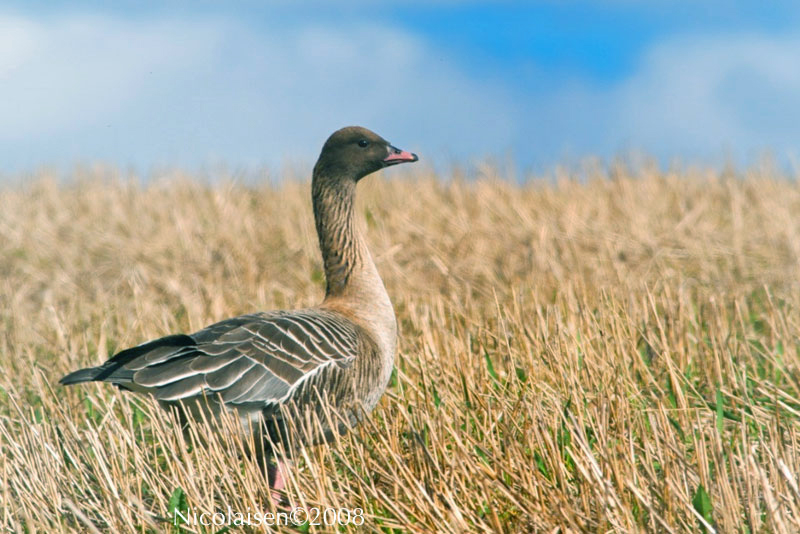
Rövidcsőrű lúd

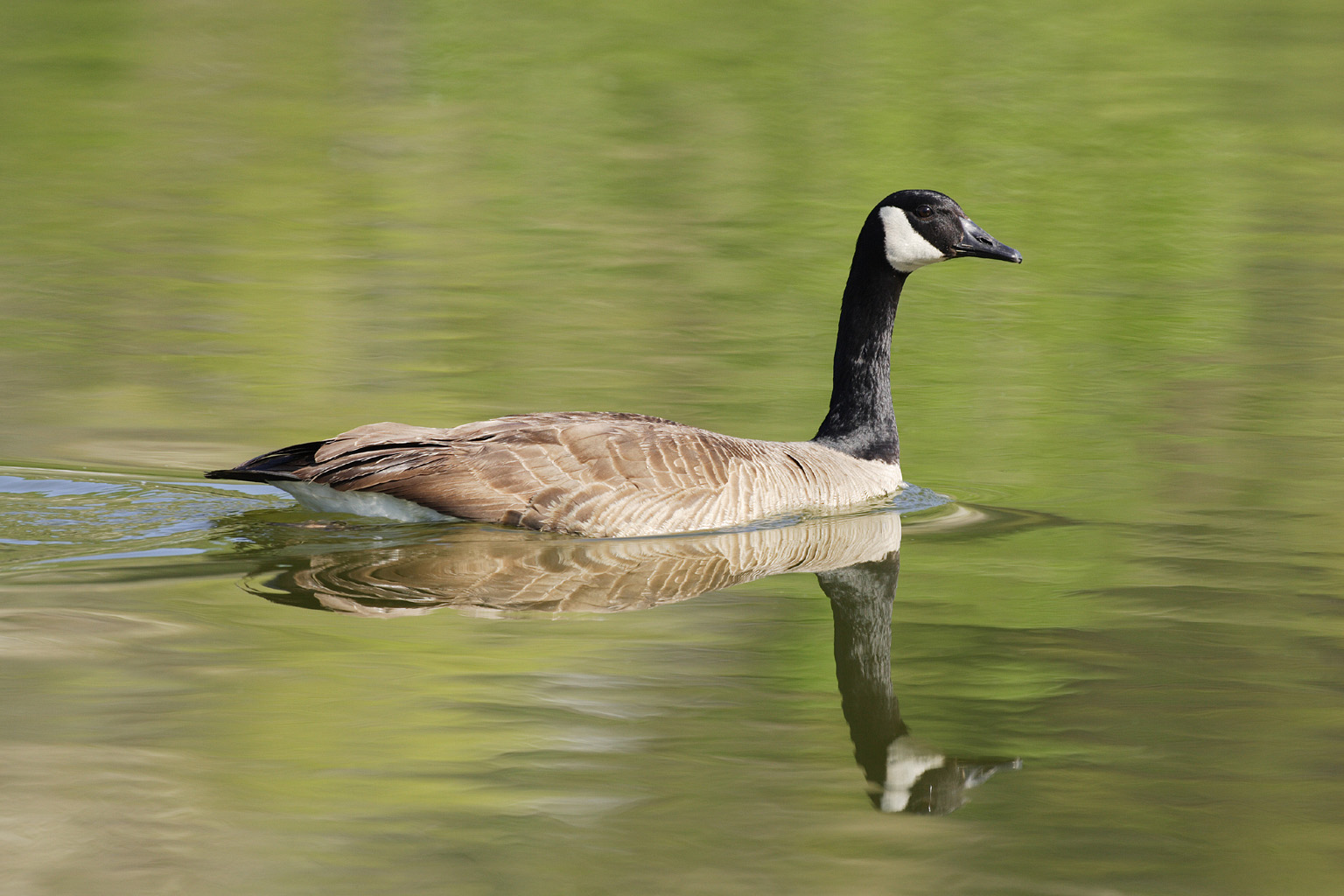
Kanadai lúd

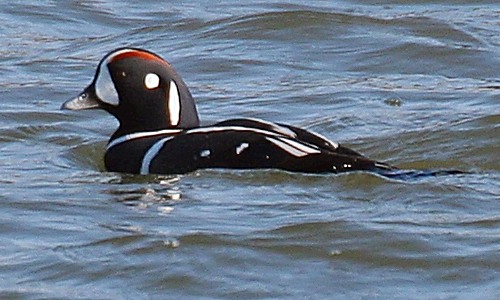
Tarka réce

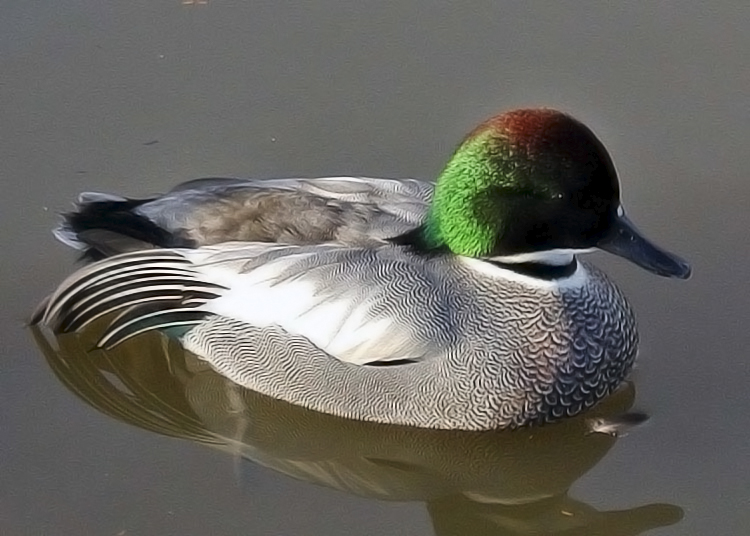
Sarlós réce

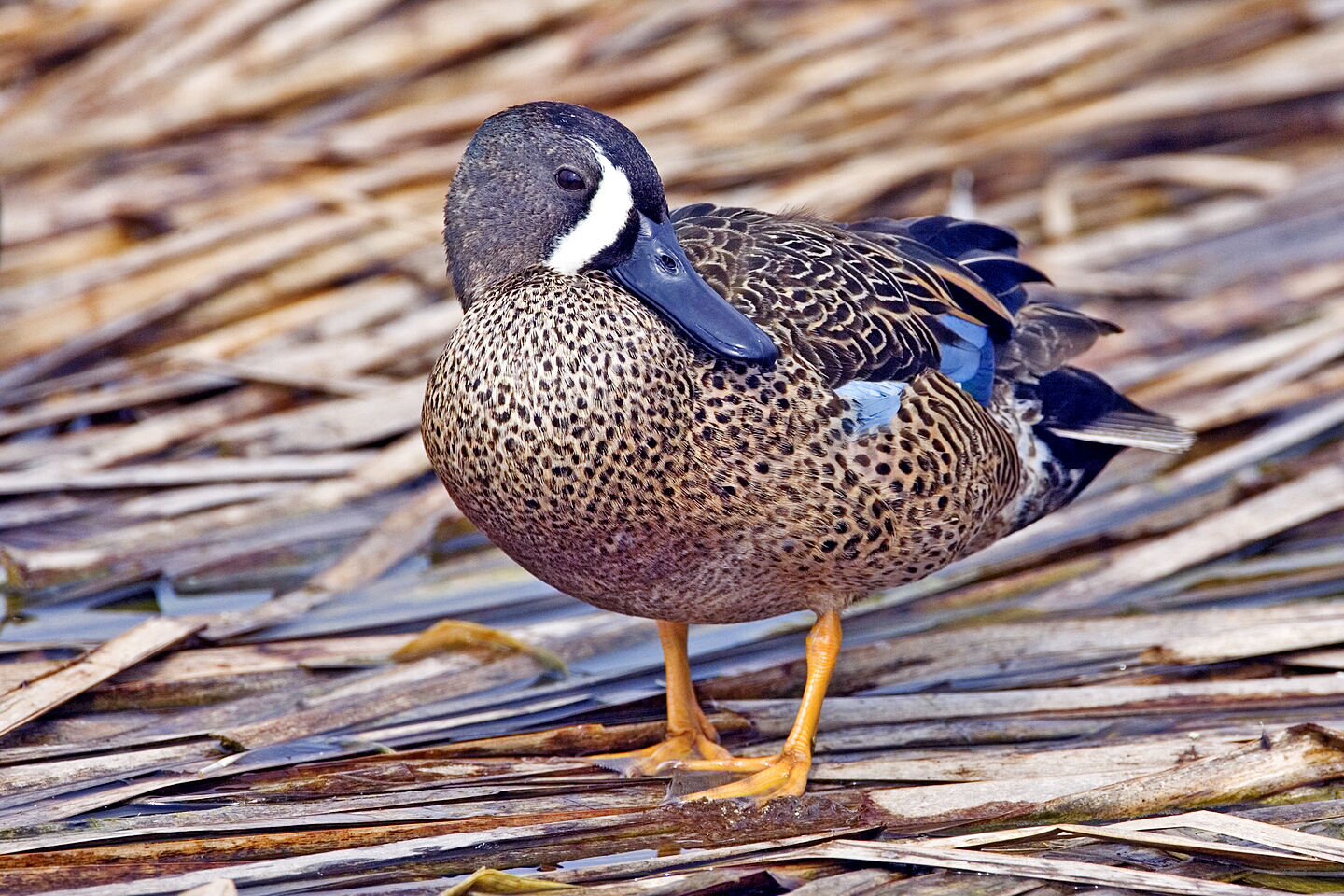
Kékszárnyú réce

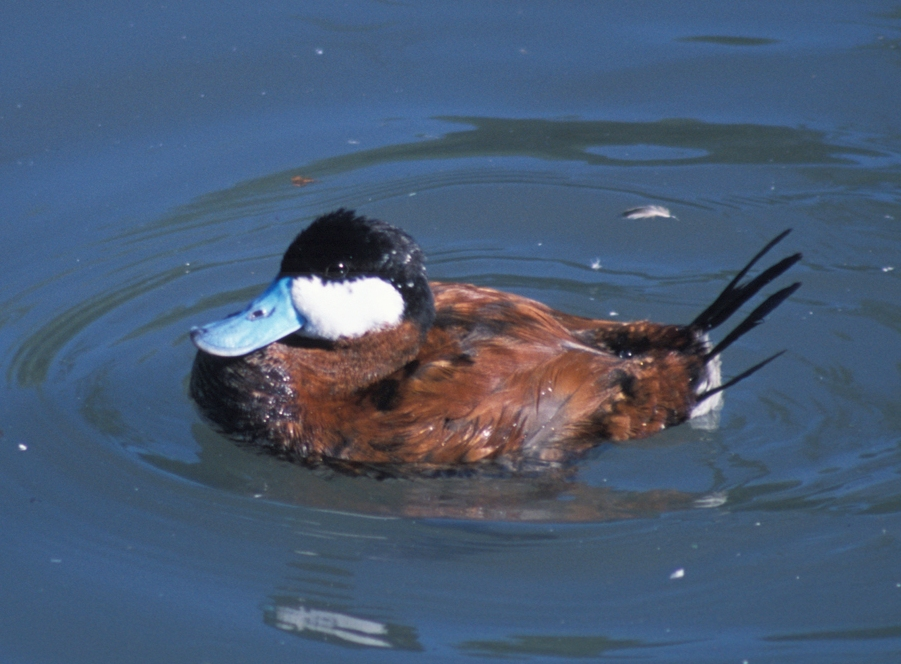
Halcsontfarkú réce

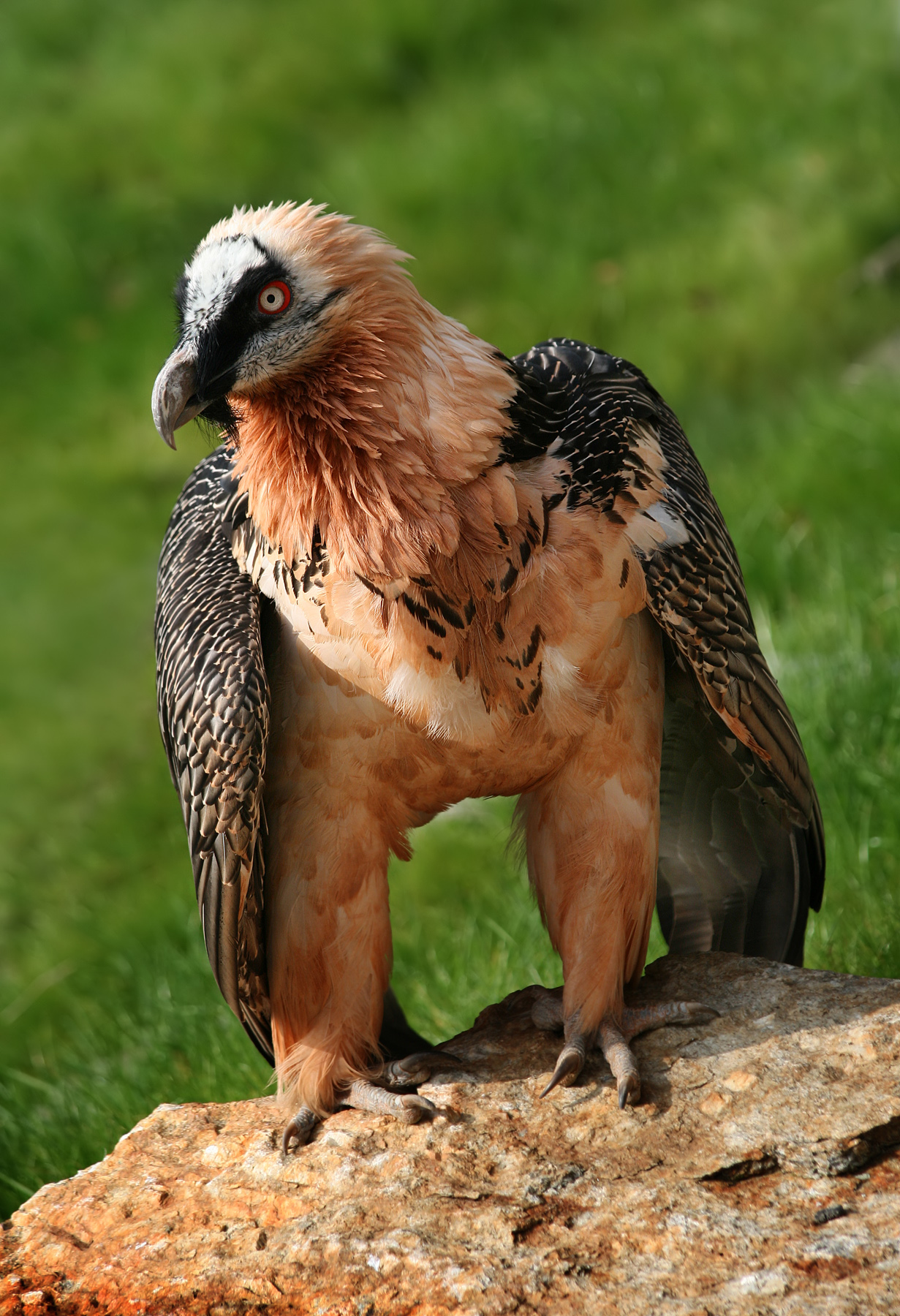
Szakállas saskeselyű

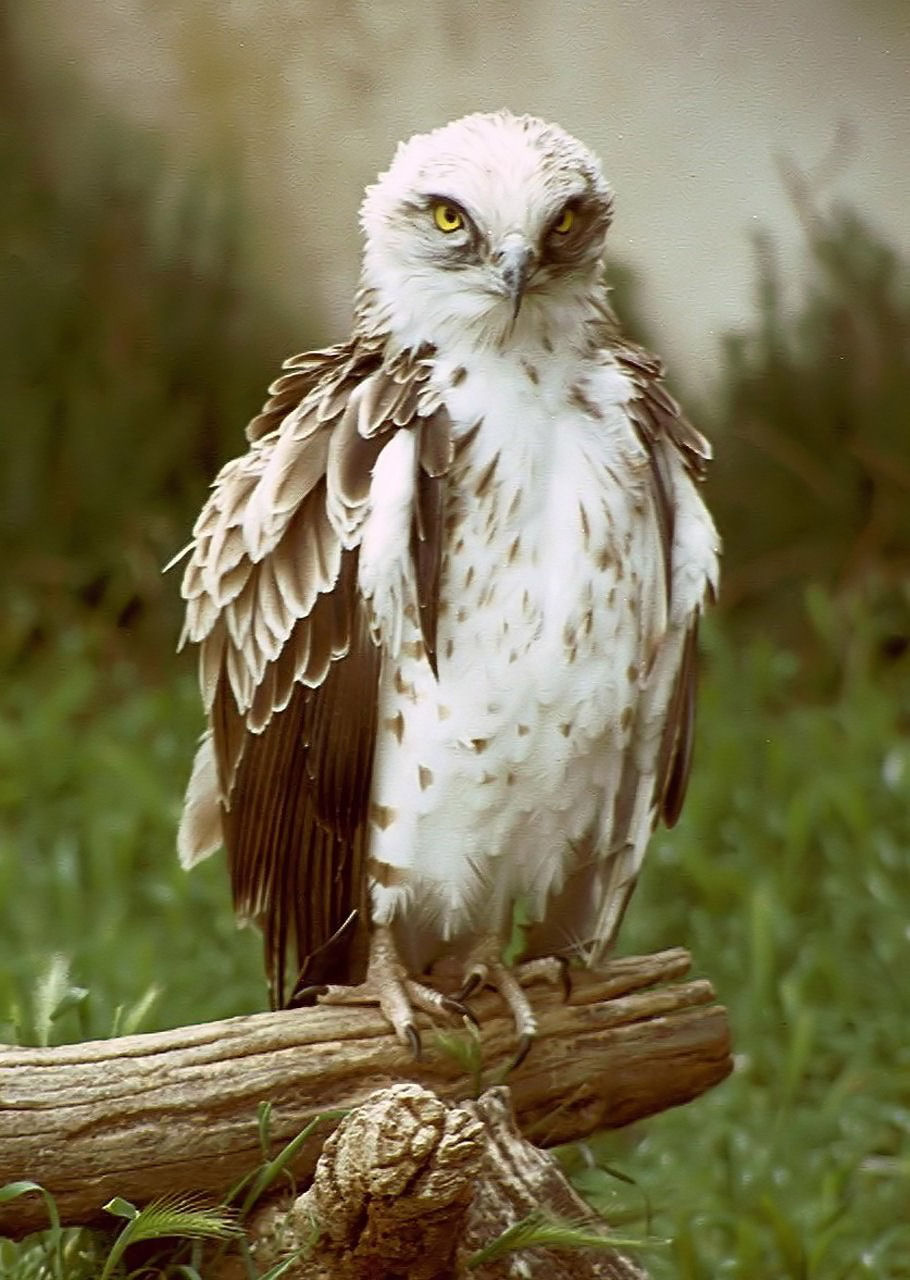
Kígyászölyv

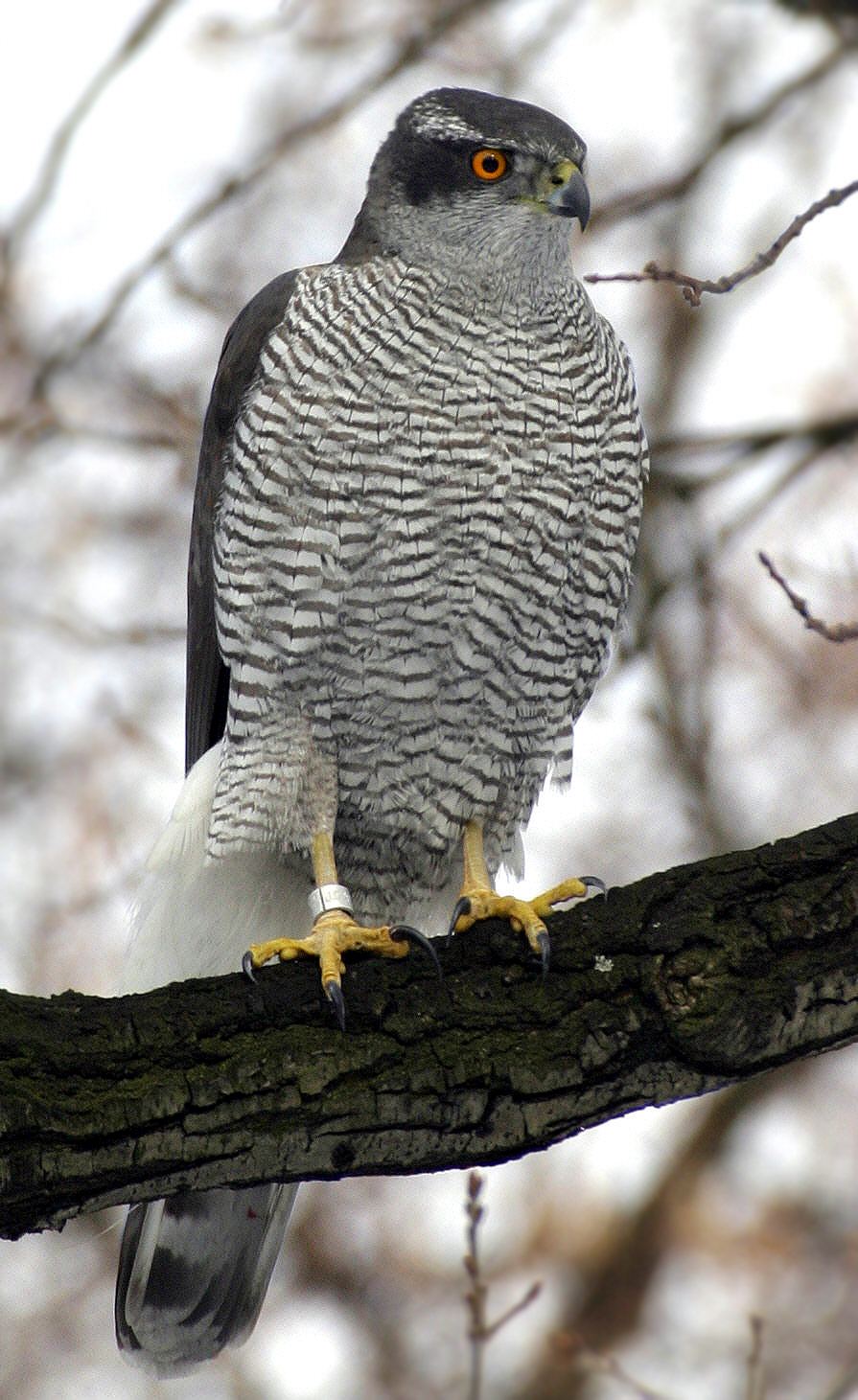
Héja

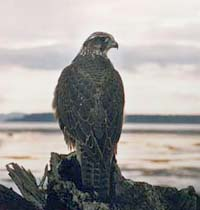
Északi sólyom

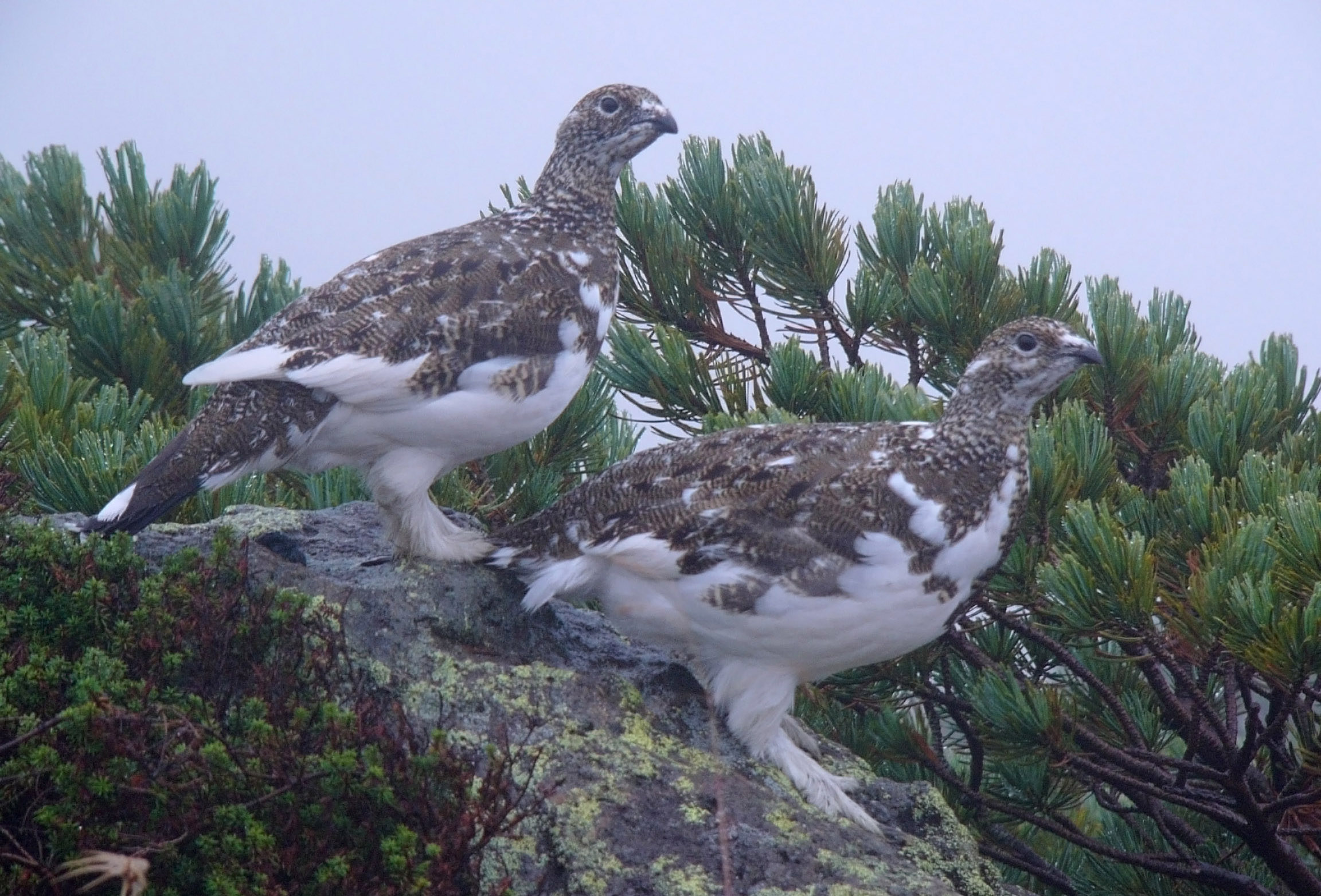
Alpesi hófajd

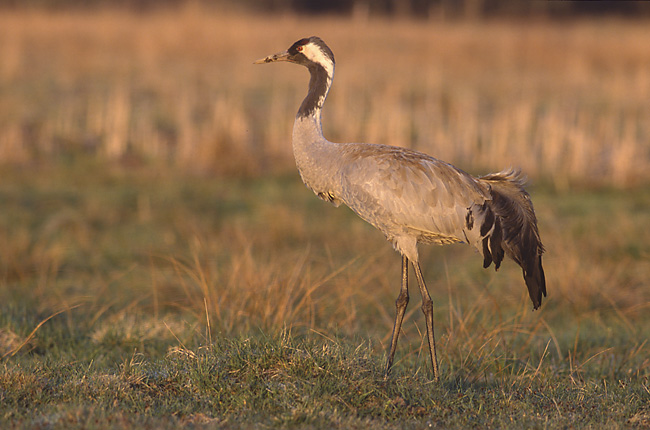
Daru

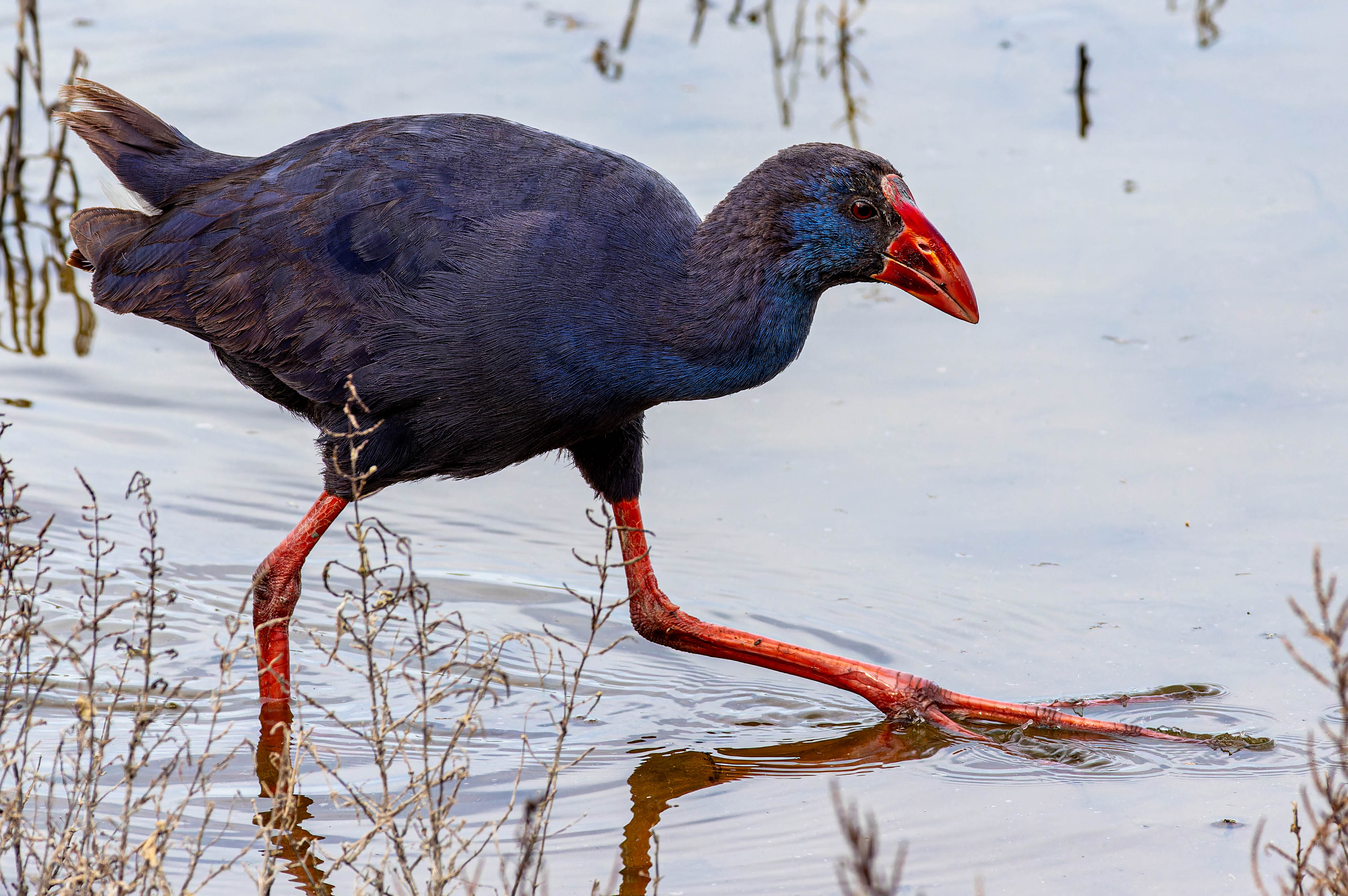
Kék fú

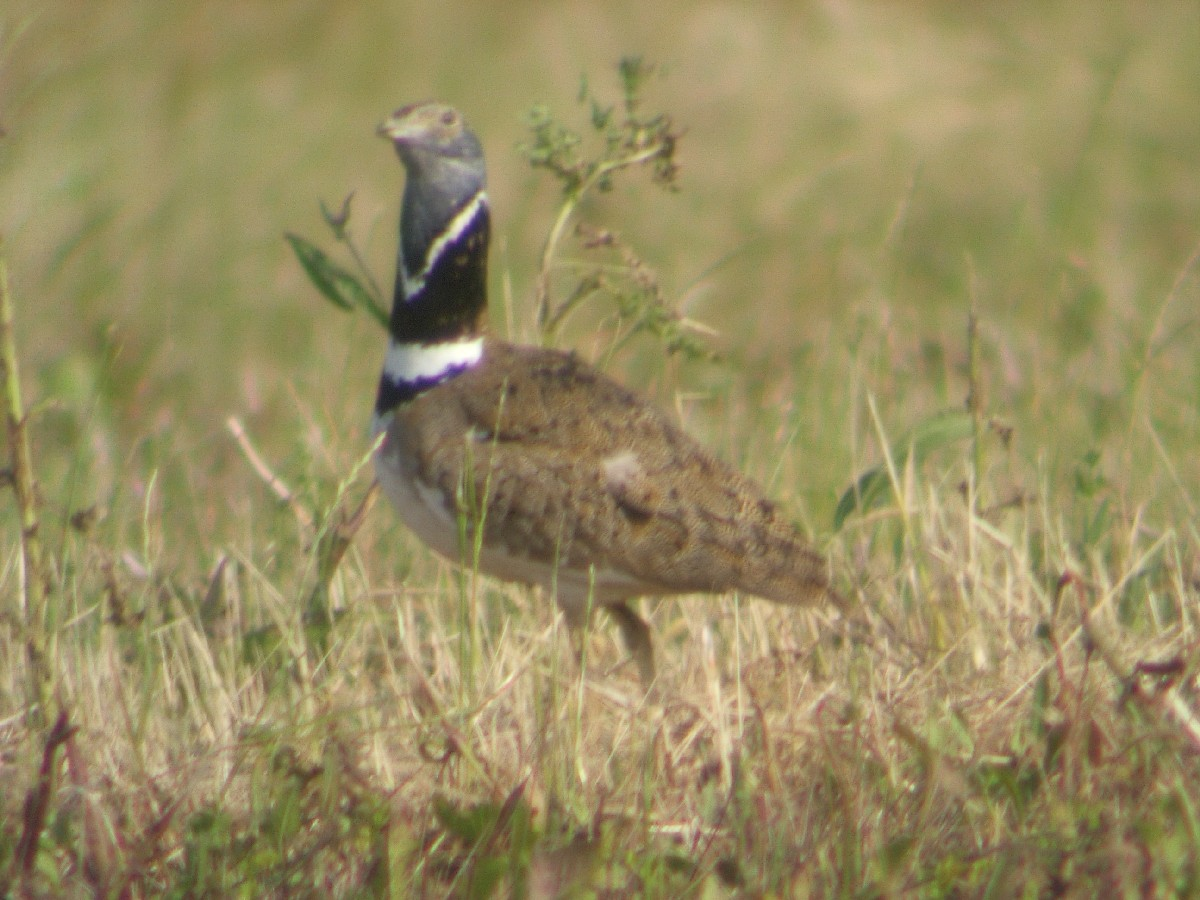
Reznek

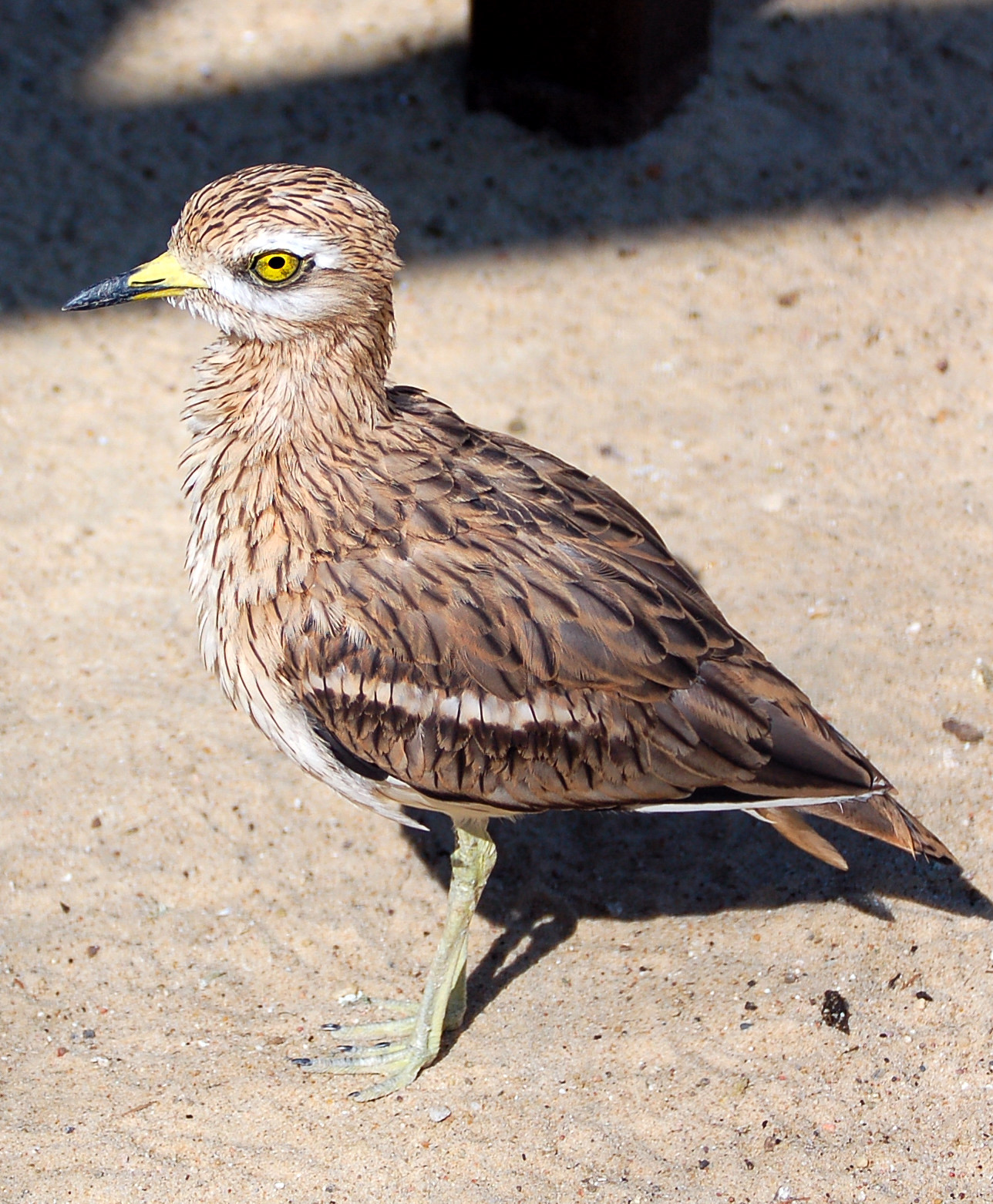
Ugartyúk

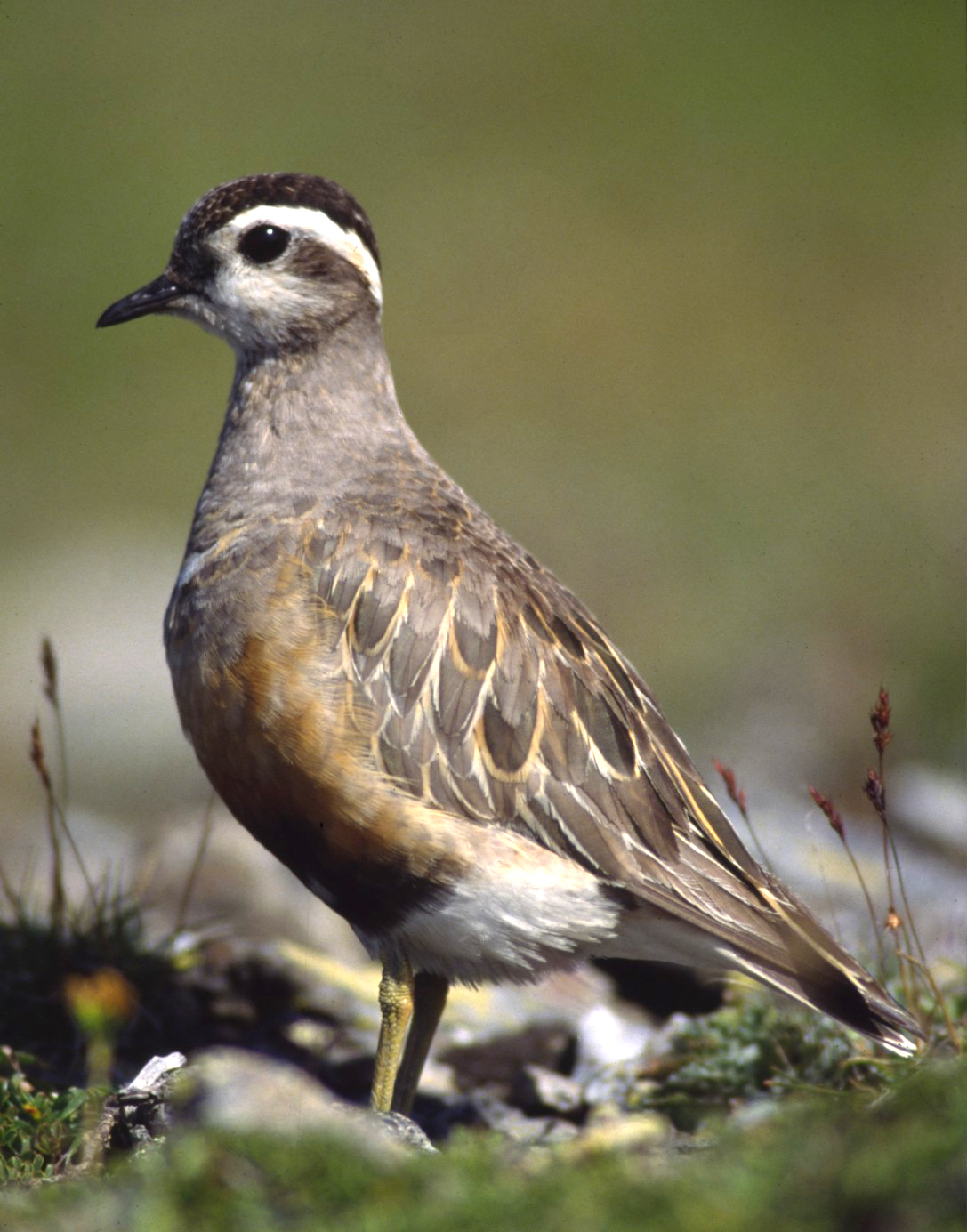
Havasi lile

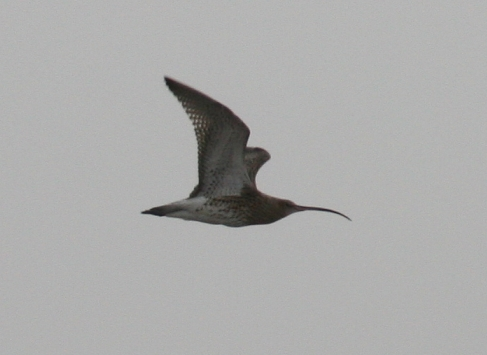
Nagy póling

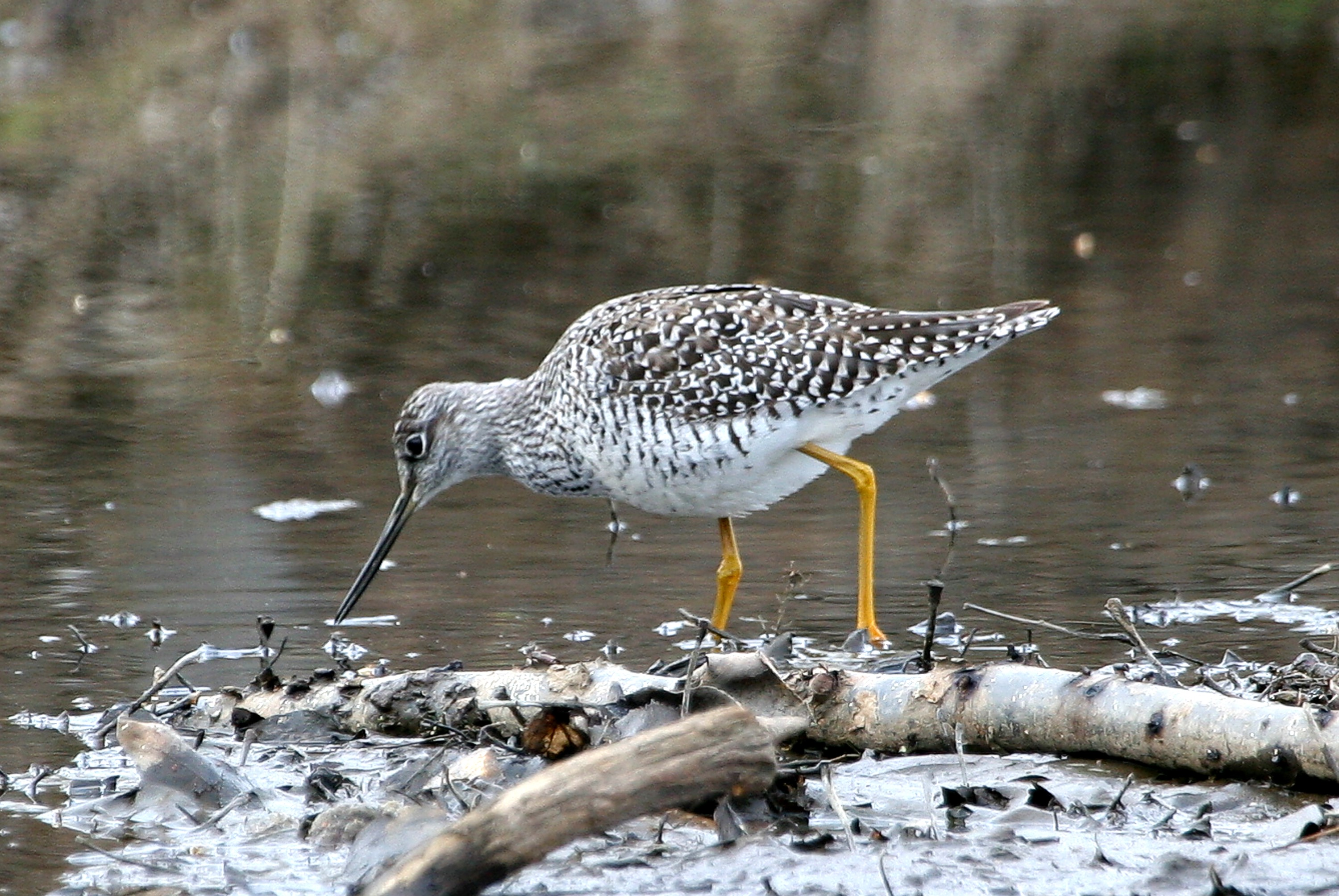
Sárgalábú cankó

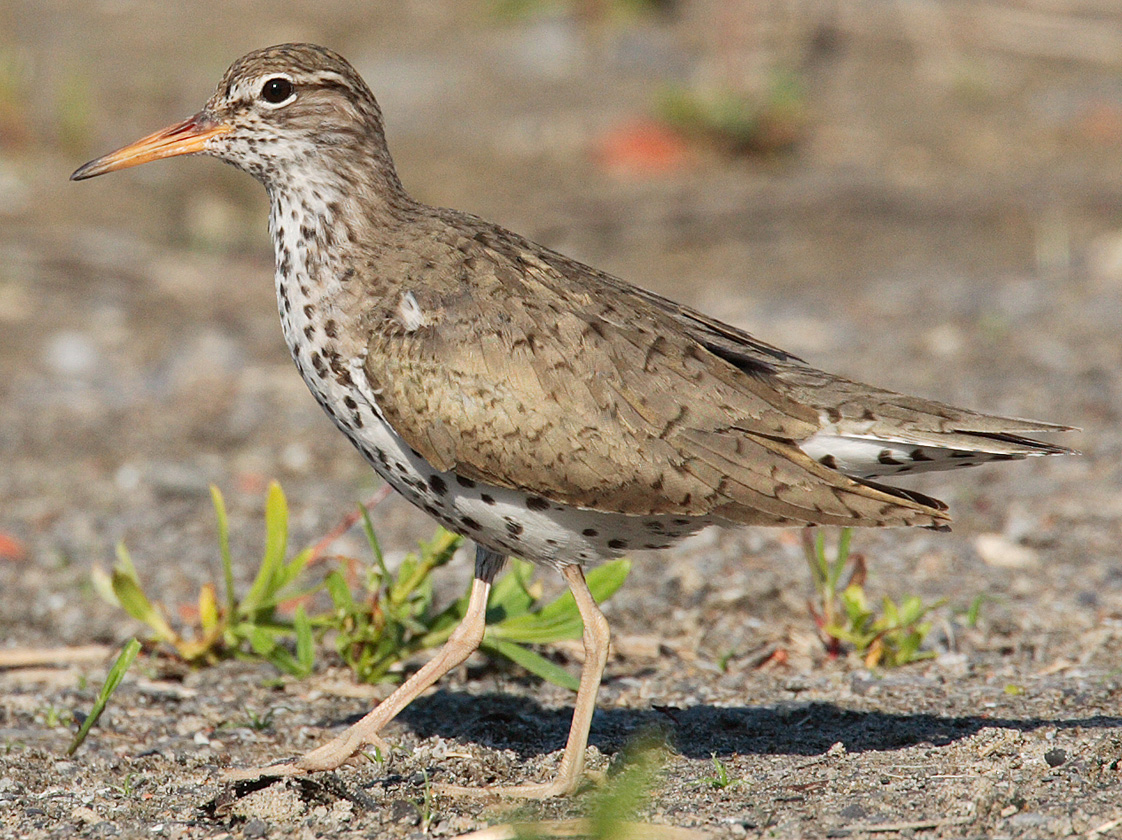
Pettyes billegetőcankó

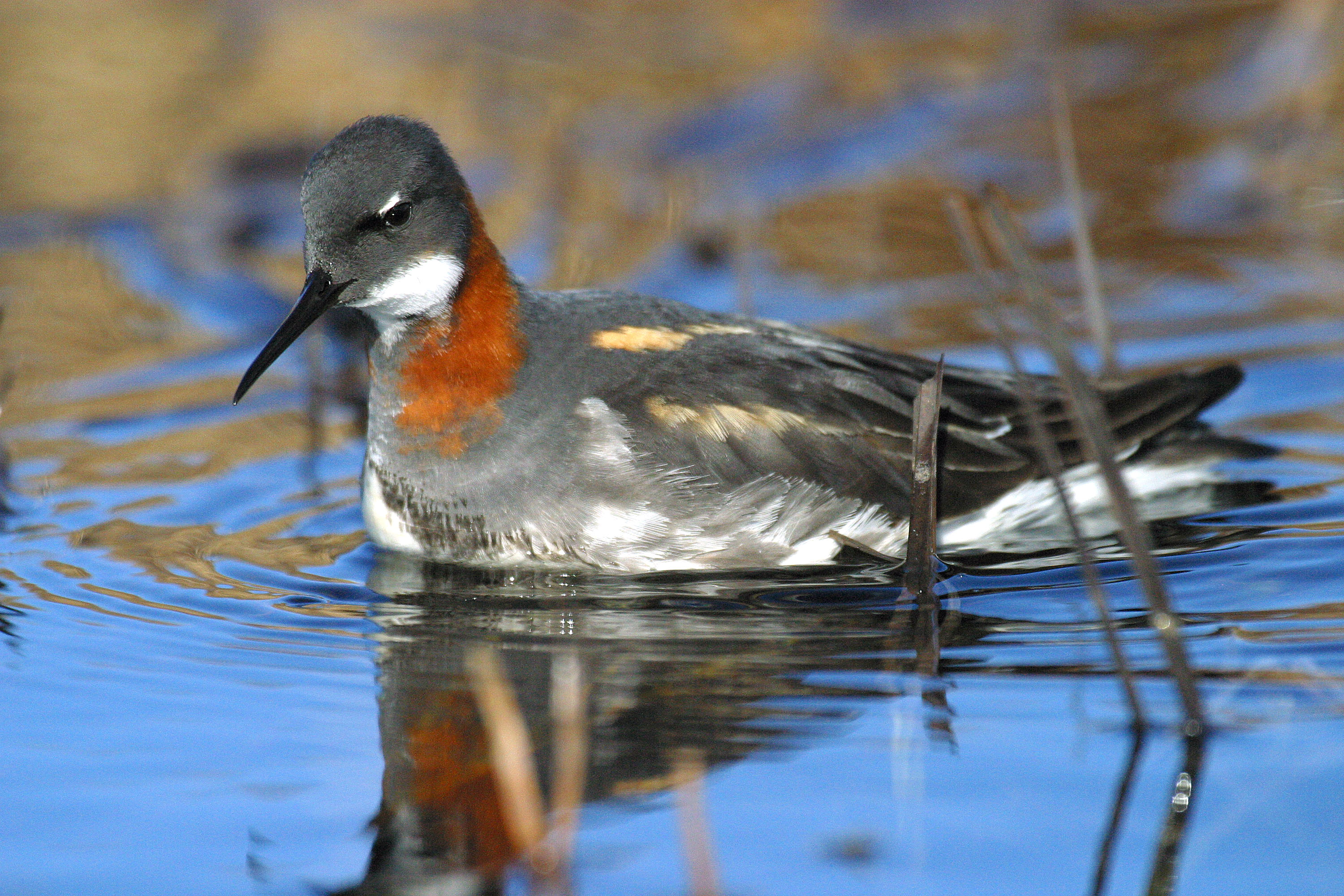
Vékonycsőrű víztaposó

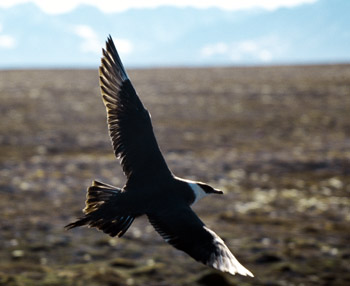
Ékfarkú halfarkas

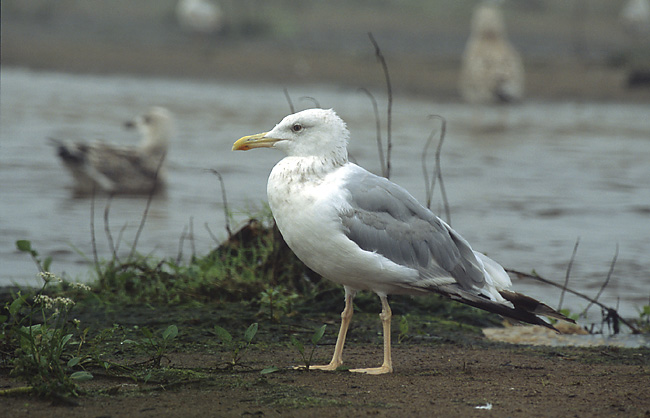
Sárgalábú sirály

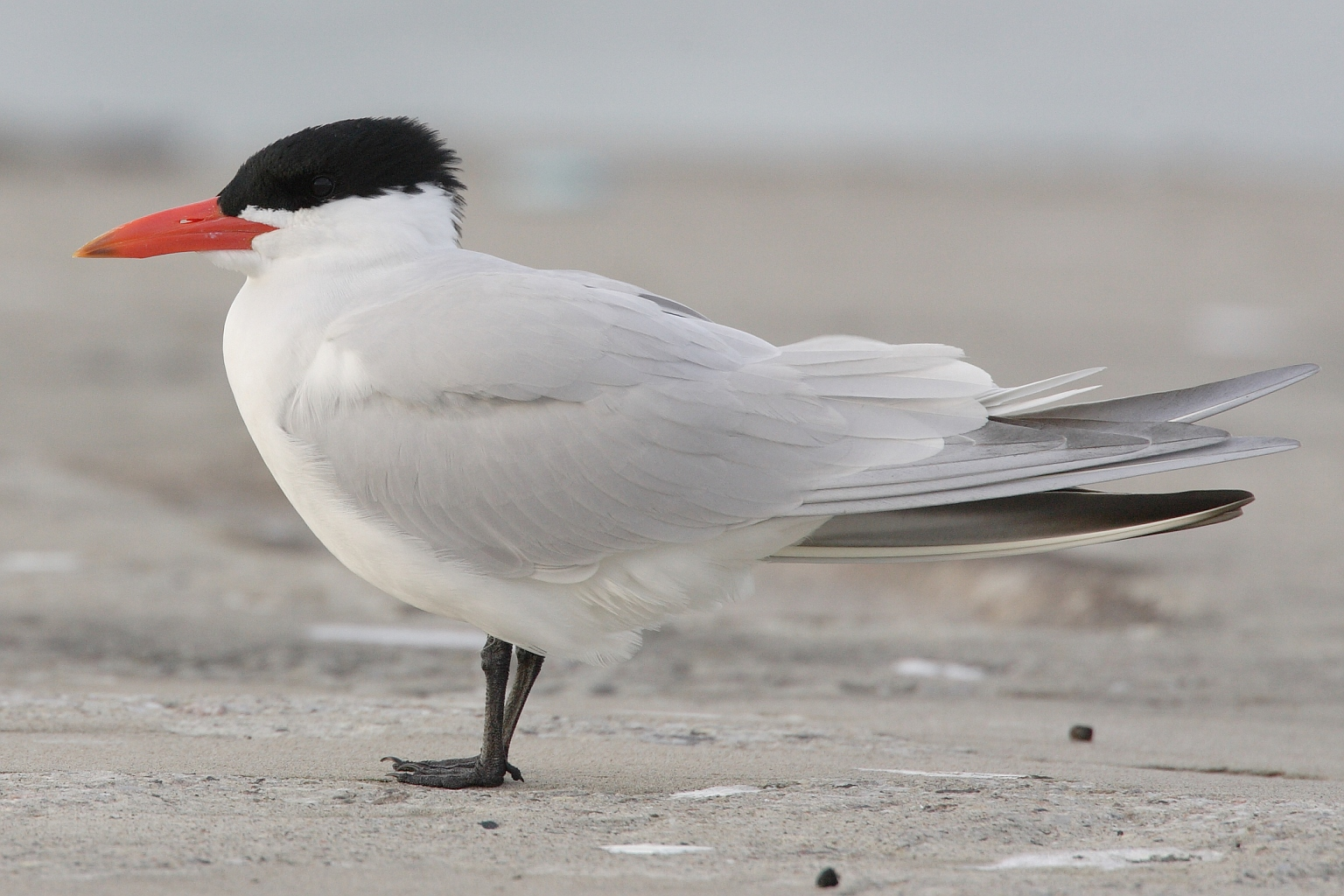
Lócsér

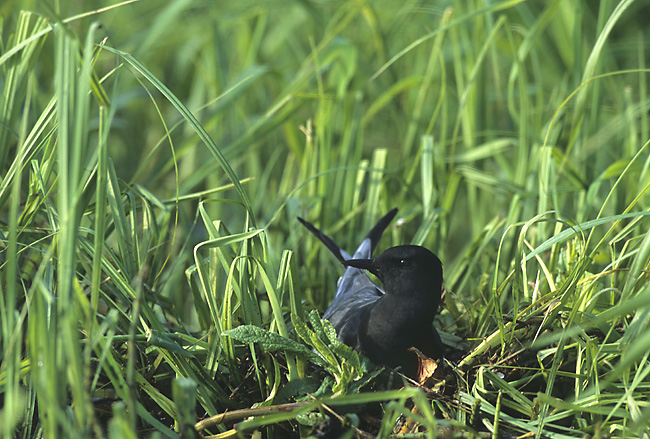
Fehérszárnyú szerkő

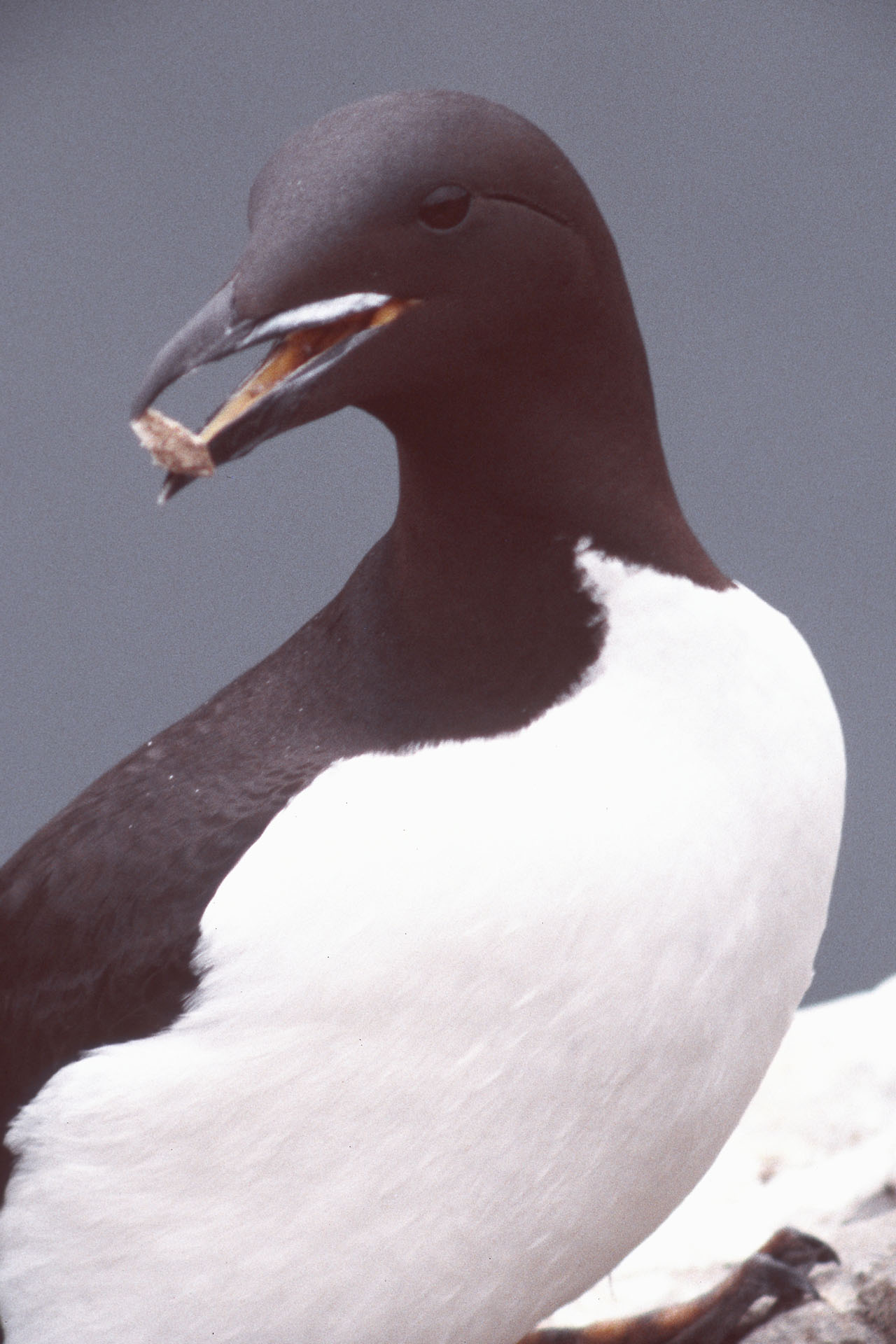
Vastagcsőrű lumma

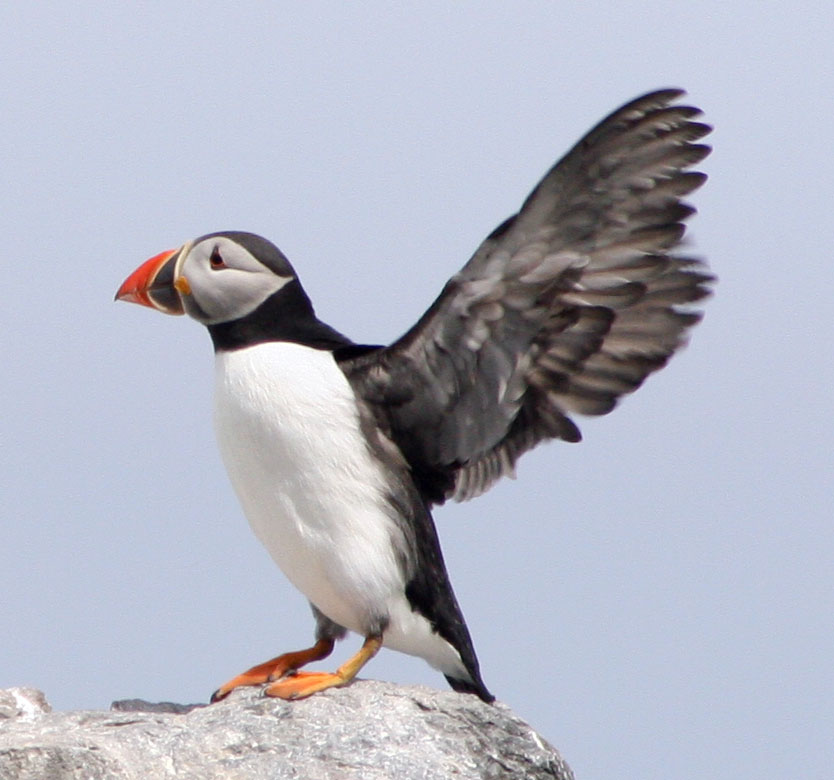
Lunda

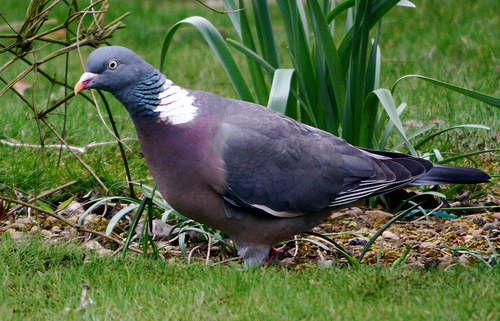
Örvös galamb

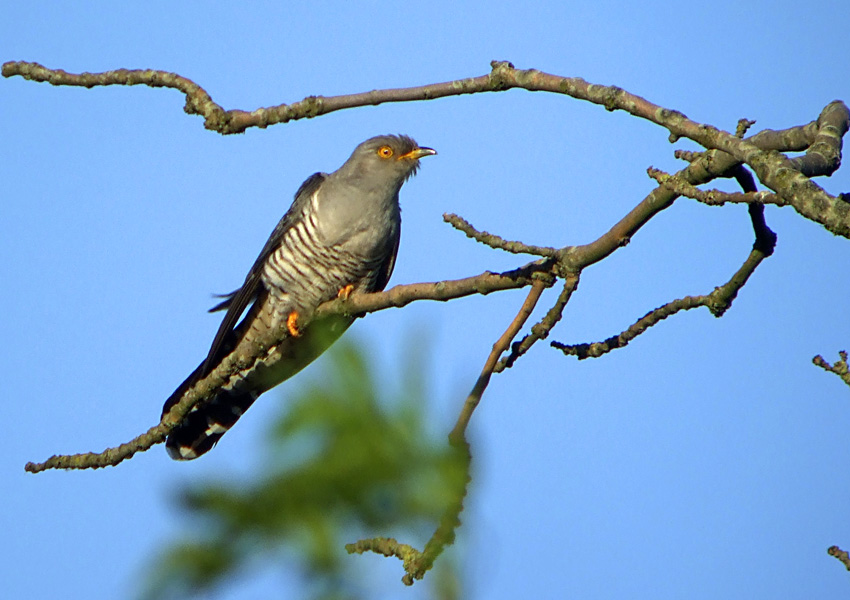
Kakukk

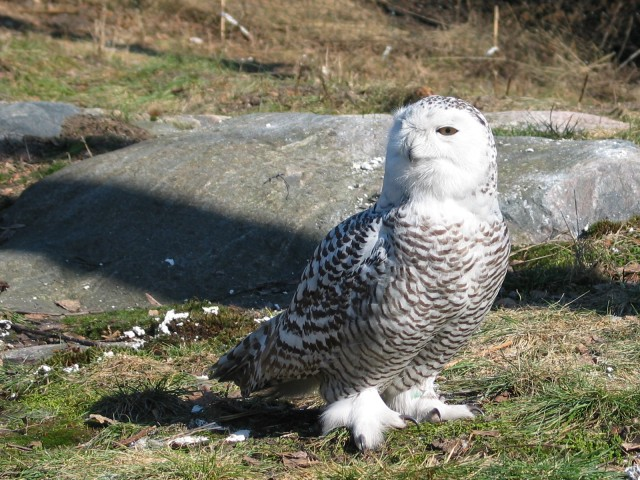
Hóbagoly

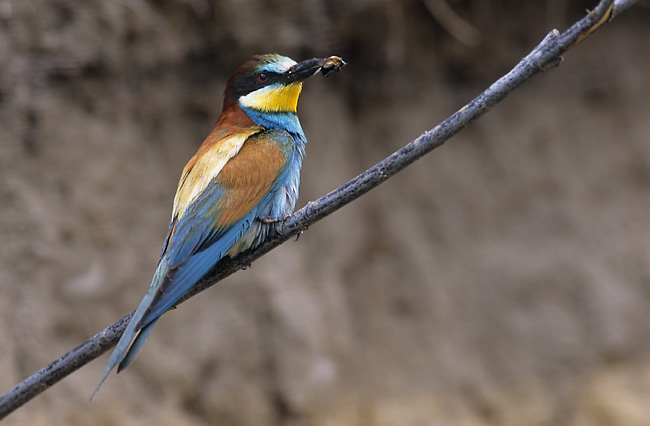
Gyurgyalag

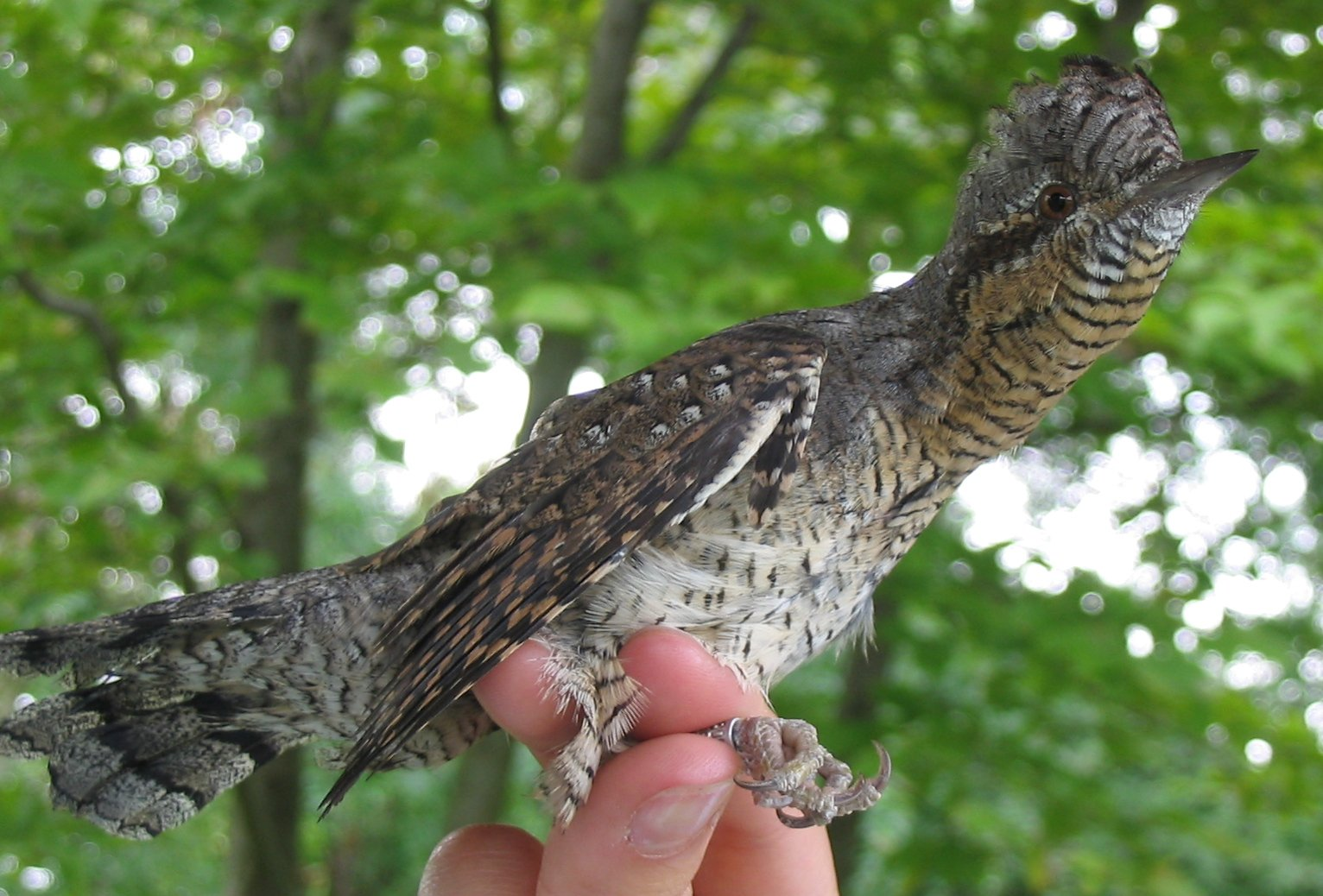
Nyaktekercs

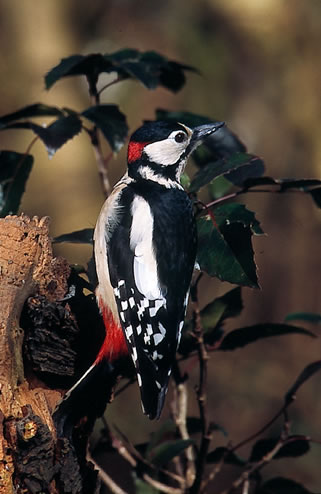
Nagy fakopáncs

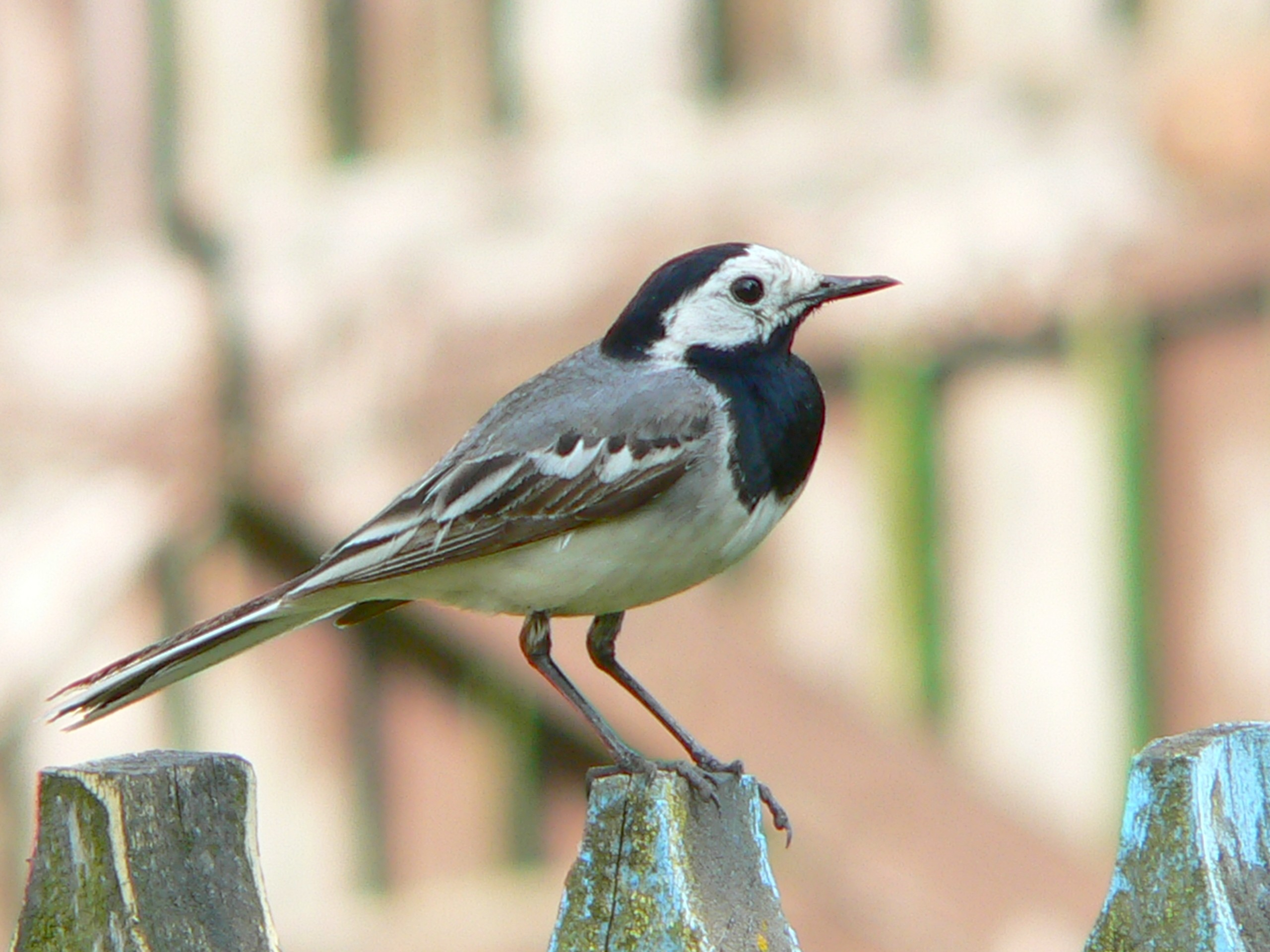
Barázdabillegető

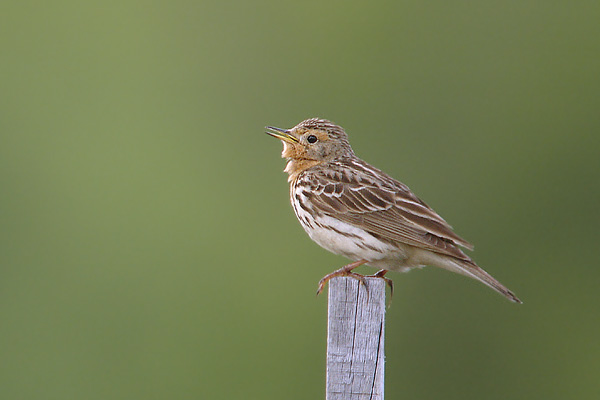
Rozsdástorkú pityer

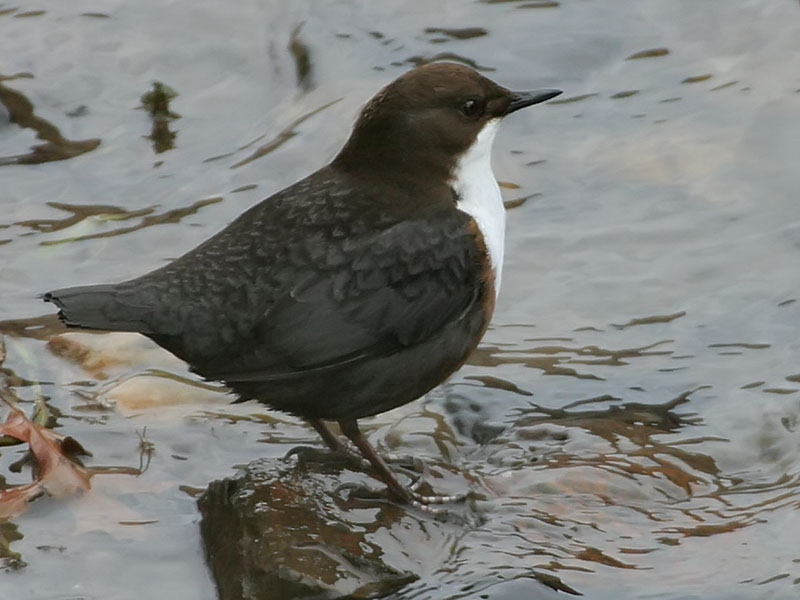
Vízirigó

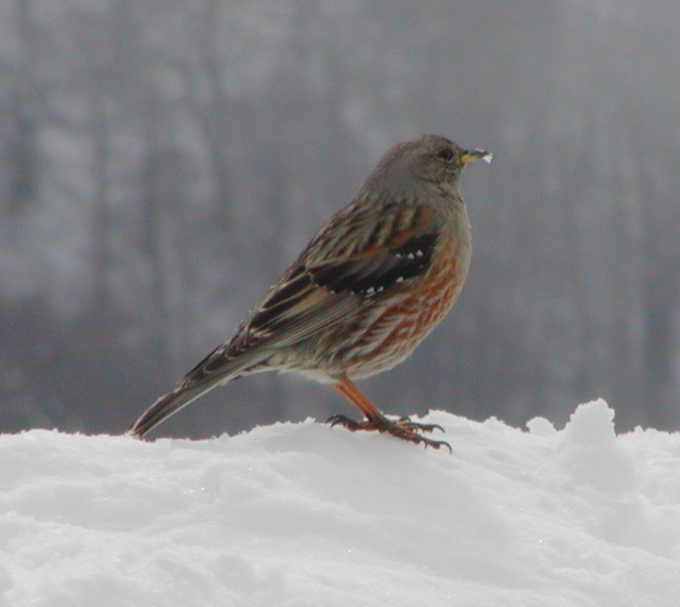
Havasi szürkebegy

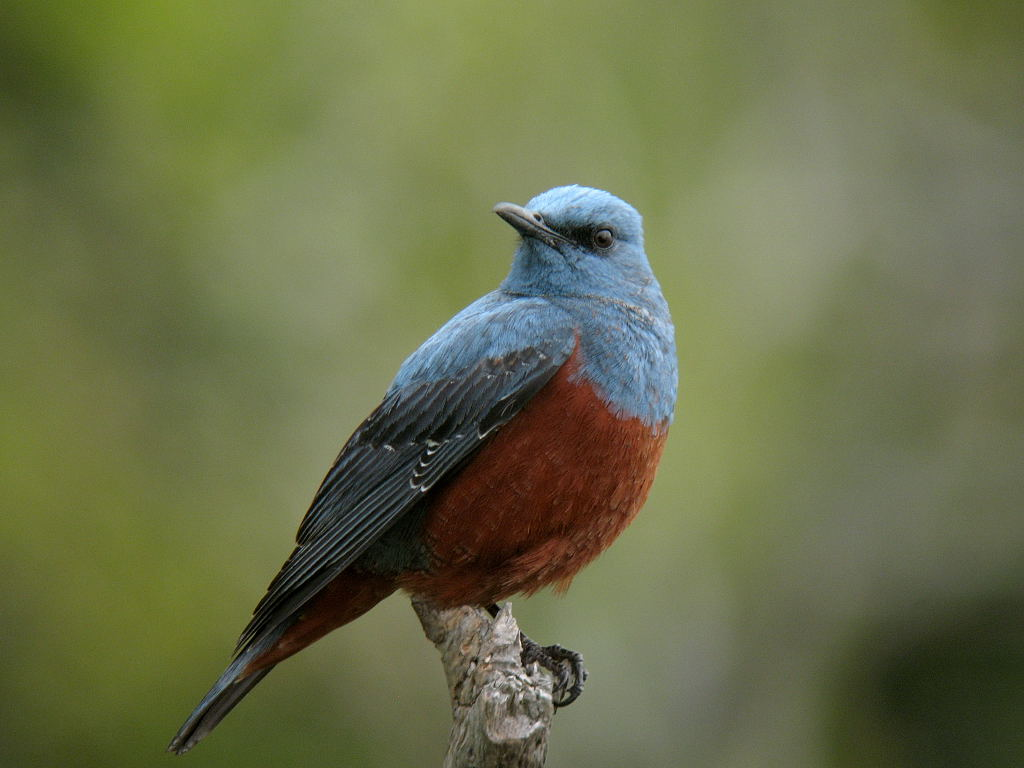
Kék kövirigó

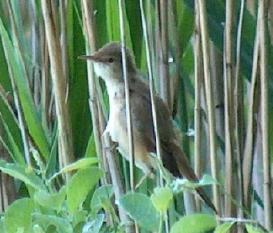
Cserregő nádiposzáta

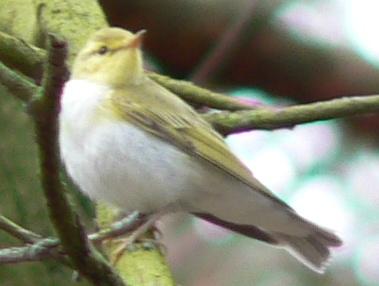
Sisegő füzike

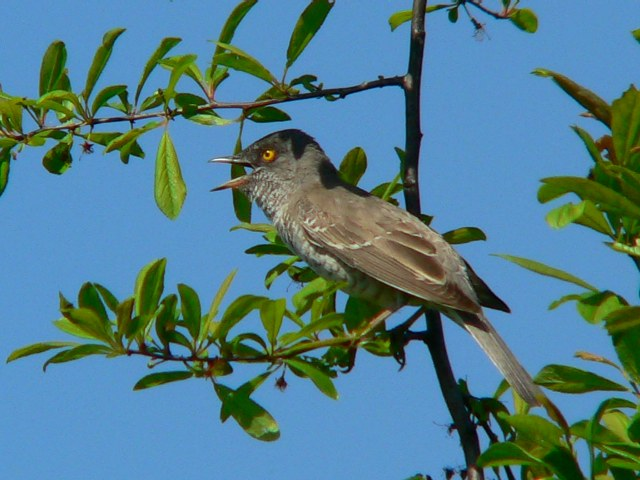
Karvalyposzáta

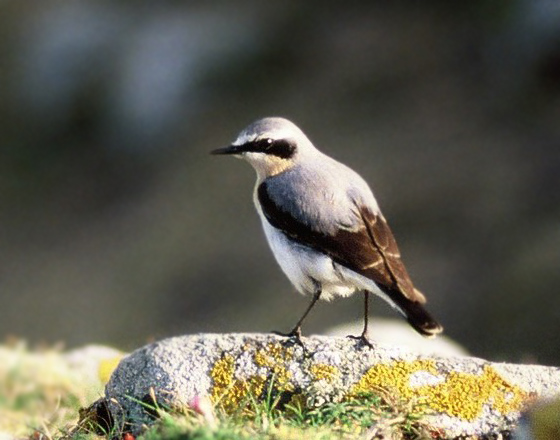
Hantmadár

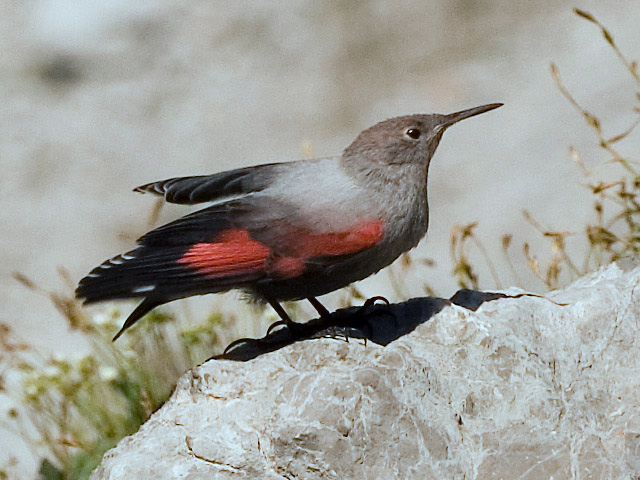
Hajnalmadár

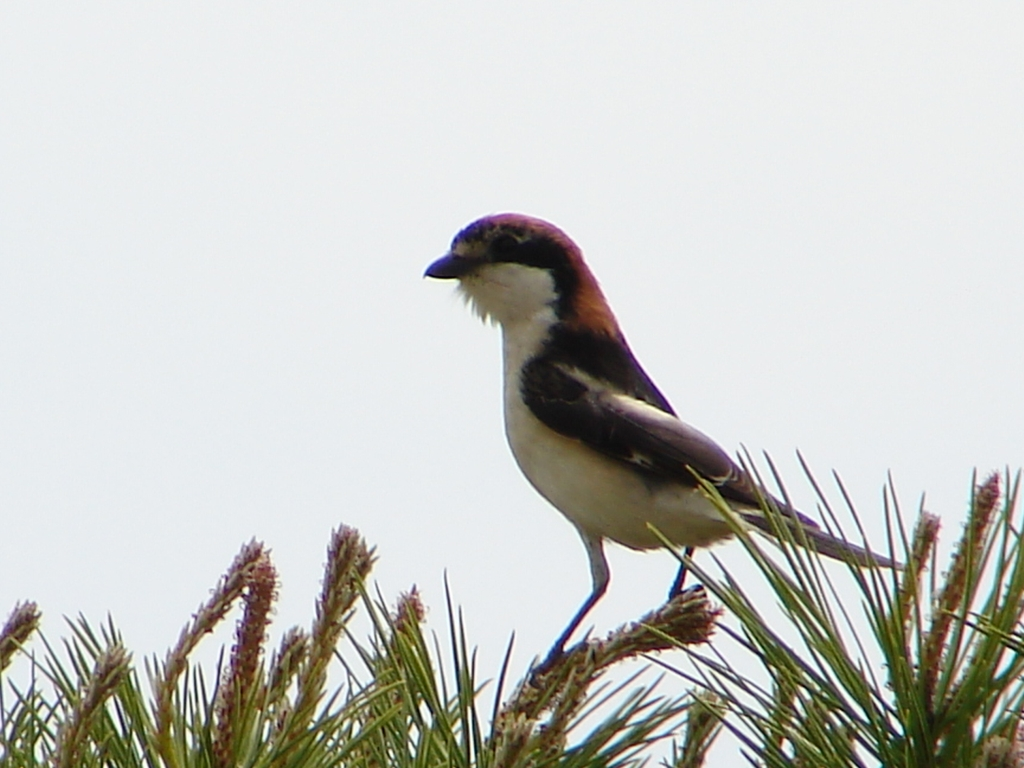
Vörösfejű gébics

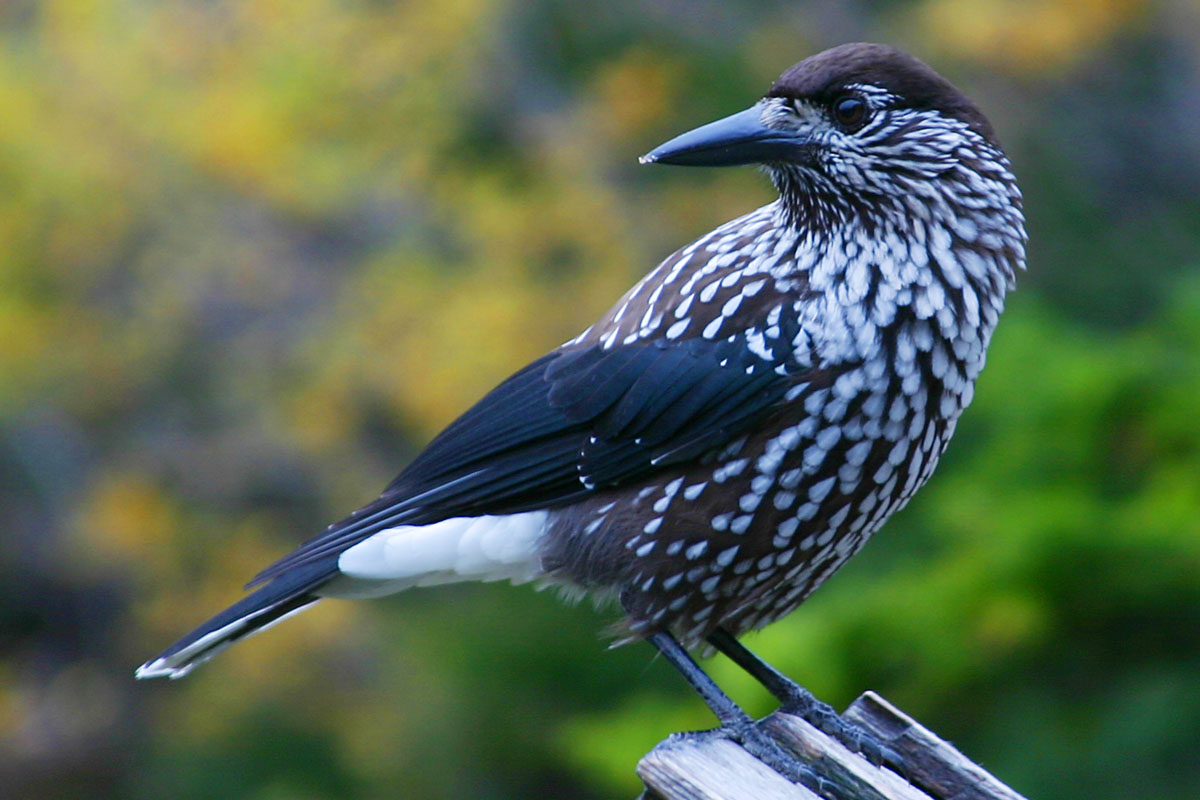
Fenyőszajkó

- Rend: búváralakúak (Gaviiformes) – 4 faj
  - Család: búvárfélék (Gaviidae)
    - északi búvár (Gavia stellata)
    - sarki búvár (Gavia arctica)
    - jeges búvár (Gavia immer)
    - fehércsőrű búvár (Gavia adamsii)

- Rend: vöcsökalakúak (Podicipediformes) – 5 faj
  - Család: vöcsökfélék (Podicipedidae)
    - kis vöcsök (Tachybaptus ruficollis)
    - búbos vöcsök (Podiceps cristatus)
    - vörösnyakú vöcsök (Podiceps grisegena)
    - füles vöcsök (Podiceps auritus)
    - feketenyakú vöcsök (Podiceps nigricollis)

- Rend: viharmadár-alakúak (Procellariiformes) – 6 faj
  - Család: viharmadárfélék (Procellariidae)
    - mediterrán vészmadár (Calonectris diomedea)
    - atlanti vészmadár (Puffinus puffinus)
    - bukdosó vészmadár (Puffinus yelkouan)
    - kis vészmadár (Puffinus assimilis)

  - Család: viharfecskefélék (Hydrobatidae)
    - európai viharfecske (Hydrobates pelagicus)
    - villás viharfecske (Oceanodroma leucorhoa)

- Rend: gödényalakúak (Pelecaniformes) – 5 faj
  - Család: szulafélék (Sulidae)
    - szula (Morus bassanus)

  - Család: gödényfélék (Pelecanidae)
    - rózsás gödény (Pelecanus onocrotalus)

  - Család: Kárókatonafélék (Phalacrocoracidae)
    - nagy kárókatona (Phalacrocorax carbo)
    - üstökös kárókatona (Phalacrocorax aristotelis)
    - kis kárókatona (Phalacrocorax pygmeus)

- Rend: gólyaalakúak (Ciconiiformes) – 14 faj
  - Család: gémfélék (Ardeidae)
    - szürke gém (Ardea cinerea)
    - vörös gém (Ardea purpurea)
    - nagy kócsag (Egretta alba) vagy (Ardea alba)
    - kis kócsag (Egretta garzetta)
    - pásztorgém (Bubulcus ibis)
    - bakcsó (Nycticorax nycticorax)
    - bölömbika (Botaurus stellaris)
    - törpegém (Ixobrychus minutus)
    - üstökösgém (Ardeola ralloides)

  - Család: gólyafélék (Ciconiidae)
    - fekete gólya (Ciconia nigra)
    - fehér gólya (Ciconia ciconia)

  - Család: íbiszfélék (Threskiornithidae)
    - batla (Plegadis falcinellus)
    - tarvarjú (Geronticus eremita)
    - kanalasgém (Platalea leucorodia)

- Rend: flamingóalakúak (Phoenicopteriformes) – 1 faj
  - Család: flamingófélék (Phoenicopteridae)
    - rózsás flamingó (Phoenicopterus ruber) vagy (Phoenicopterus roseus)

- Rend: lúdalakúak (Anseriformes) – 42 faj
  - Család: récefélék (Anatidae)
    - bütykös hattyú (Cygnus olor)
    - énekes hattyú (Cygnus cygnus)
    - kis hattyú (Cygnus columbianus)
    - vetési lúd (Anser fabalis)
    - rövidcsőrű lúd (Anser brachyrhynchus)
    - nagy lilik (Anser albifrons)
    - kis lilik (Anser erythropus)
    - nyári lúd (Anser anser)
    - kanadai lúd (Branta canadensis)
    - örvös lúd (Branta bernicla)
    - apácalúd (Branta leucopsis)
    - vörösnyakú lúd (Branta ruficollis)
    - nílusi lúd (Alopochen aegyptiacus)
    - vörös ásólúd (Tadorna ferruginea)
    - bütykös ásólúd (Tadorna tadorna)
    - mandarinréce (Aix galericulata)
    - fütyülő réce (Anas penelope)
    - sarlós réce (Anas falcata)
    - kendermagos réce (Anas strepera)
    - csörgő réce (Anas crecca)
      - zöldszárnyú réce (Anas crecca carolinensis)

    - tőkés réce (Anas platyrhynchos)
    - nyílfarkú réce (Anas acuta)
    - böjti réce (Anas querquedula)
    - kékszárnyú réce (Anas discors)
    - kanalas réce (Anas clypeata)
    - üstökösréce (Netta rufina)
    - barátréce (Aythya ferina)
    - örvös réce (Aythya collaris)
    - cigányréce (Aythya nyroca)
    - kontyos réce (Aythya fuligula)
    - hegyi réce (Aythya marila)
    - pehelyréce (Somateria mollissima)
    - tarka réce (Histrionicus histrionicus )
    - jegesréce (Clangula hyemalis)
    - fekete réce (Melanitta nigra)
    - füstös réce (Melanitta fusca)
    - kerceréce (Bucephala clangula)
    - kis bukó (Mergellus albellus)
    - örvös bukó (Mergus serrator)
    - nagy bukó (Mergus merganser)
    - kékcsőrű réce (Oxyura leucocephala)
    - halcsontfarkú réce (Oxyura jamaicensis)

- Rend: sólyomalakúak (Falconiformes) – 34 faj
  - Család: halászsasfélék (Pandionidae)
    - halászsas (Pandion haliaetus)

  - Család: vágómadárfélék (Accipitridae)
    - darázsölyv (Pernis apivorus)
    - feketeszárnyú kuhi (Elanus caeruleus)
    - vörös kánya (Milvus milvus)
    - barna kánya (Milvus migrans)
    - rétisas (Haliaeetus albicilla)
    - szakállas saskeselyű (Gypaetus barbatus)
    - dögkeselyű (Neophron percnopterus)
    - fakó keselyű (Gyps fulvus)
    - barátkeselyű (Aegypius monachus)
    - kígyászölyv (Circaetus gallicus)
    - barna rétihéja (Circus aeruginosus)
    - kékes rétihéja (Circus cyaneus)
    - fakó rétihéja (Circus macrourus)
    - hamvas rétihéja (Circus pygargus)
    - kis héja (Accipiter brevipes)
    - karvaly (Accipiter nisus)
    - héja (Accipiter gentilis)
    - egerészölyv (Buteo buteo)
    - pusztai ölyv (Buteo rufinus)
    - gatyás ölyv (Buteo lagopus)
    - békászó sas (Aquila pomarina)
    - fekete sas (Aquila clanga)
    - parlagi sas (Aquila heliaca)
    - szirti sas (Aquila chrysaetos)
    - törpesas (Hieraaetus pennatus)
    - héjasas (Hieraaetus fasciatus)

  - Család: sólyomfélék (Falconidae)
    - fehérkarmú vércse (Falco naumanni)
    - vörös vércse (Falco tinnunculus)
    - kék vércse (Falco vespertinus )
    - kis sólyom (Falco columbarius)
    - kabasólyom (Falco subbuteo)
    - északi sólyom (Falco rusticolus )
    - vándorsólyom (Falco peregrinus)

- Rend: tyúkalakúak (Galliformes) – 8 faj 
  - Család: fácánfélék (Phasianidae)
    - alpesi hófajd (Lagopus muta)
    - siketfajd (Tetrao urogallus)
    - nyírfajd (Lyrurus tetrix) vagy (Tetrao tetrix)
    - császármadár (Bonasa bonasia)
    - csukár (Alectoris chukar)
    - fogoly (Perdix perdix)
    - fürj (Coturnix coturnix)
    - fácán (Phasianus colchicus)

- Rend: darualakúak (Gruiformes) – 12 faj
  - Család: darufélék (Gruidae)
    - daru (Grus grus)

  - Család: guvatfélék (Rallidae)
    - guvat (Rallus aquaticus)
    - haris (Crex crex)
    - kis vízicsibe (Porzana parva)
    - törpevízicsibe (Porzana pusilla)
    - pettyes vízicsibe (Porzana porzana)
    - vízityúk (Gallinula chloropus)
    - kék fú (Porphyrio porphyrio)
    - szárcsa (Fulica atra)

  - Család: túzokfélék (Otididae)
    - túzok (Otis tarda)
    - galléros túzok (Chlamydotis undulata)
      - Macqueen-túzok (Chlamydotis undulata macqueenii)

    - reznek (Tetrax tetrax)

- Rend: lilealakúak (Charadriiformes) – 88 faj
  - Család: csigaforgatófélék (Haematopodidae)
    - csigaforgató (Haematopus ostralegus)

  - Család: gulipánfélék (Recurvirostridae)
    - gulipán (Recurvirostra avosetta)
    - gólyatöcs (Himantopus himantopus)

  - Család: ugartyúkfélék (Burhinidae)
    - ugartyúk (Burhinus oedicnemus)

  - Család: székicsérfélék
    - futómadár (Cursorius cursor)
    - székicsér (Glareola pratincola)
    - feketeszárnyú székicsér (Glareola nordmanni)

  - Család: lilefélék (Charadriidae)
    - bíbic (Vanellus vanellus)
    - fehérfarkú lilebíbic (Vanellus leucurus)
    - lilebíbic (Vanellus gregarius)
    - aranylile (Pluvialis apricaria)
    - ezüstlile (Pluvialis squatarola)
    - kis lile (Charadrius dubius)
    - parti lile (Charadrius hiaticula)
    - széki lile (Charadrius alexandrinus)
    - sivatagi lile (Charadrius leschenaultii)
    - havasi lile (Charadrius morinellus)

  - Család: szalonkafélék (Scolopacidae)
    - erdei szalonka (Scolopax rusticola)
    - kis sárszalonka (Lymnocryptes minimus)
    - nagy sárszalonka (Gallinago media)
    - sárszalonka (Gallinago gallinago)
    - nagy goda (Limosa limosa)
    - kis goda (Limosa lapponica)
    - kis póling (Numenius phaeopus)
    - vékonycsőrű póling (Numenius tenuirostris)
    - nagy póling (Numenius arquata)
    - füstös cankó (Tringa erythropus)
    - piroslábú cankó (Tringa totanus)
    - tavi cankó (Tringa stagnatilis)
    - szürke cankó (Tringa nebularia)
    - sárgalábú cankó (Tringa flavipes)
    - erdei cankó (Tringa ochropus)
    - réti cankó (Tringa glareola)
    - terekcankó (Xenus cinereus)
    - billegetőcankó (Actitis hypoleucos)
    - pettyes billegetőcankó (Actitis macularia)
    - kőforgató (Arenaria interpres)
    - sarki partfutó (Calidris canutus)
    - fenyérfutó (Calidris alba)
    - apró partfutó (Calidris minuta)
    - Temminck-partfutó (Calidris temminckii)
    - Bonaparte-partfutó (Calidris fuscicollis)
    - Baird-partfutó (Calidris bairdii
    - vándorpartfutó (Calidris melanotos)
    - hegyesfarkú partfutó (Calidris acuminata)
    - sarlós partfutó (Calidris ferruginea)
    - tengeri partfutó (Calidris maritima)
    - sárjáró (Limicola falcinellus)
    - cankópartfutó (Tryngites subruficollis)
    - pajzsos cankó (Philomachus pugnax)
    - vékonycsőrű víztaposó (Phalaropus lobatus)
    - laposcsőrű víztaposó (Phalaropus fulicarius)

  - Család: halfarkasfélék (Stercorariidae)
    - nagy halfarkas (Stercorarius skua)
    - szélesfarkú halfarkas (Stercorarius pomarinus)
    - ékfarkú halfarkas (Stercorarius parasiticus)
    - nyílfarkú halfarkas (Stercorarius longicaudus)

  - Család: sirályfélék (Laridae)
    - viharsirály (Larus canus)
    - dolmányos sirály (Larus marinus)
    - jeges sirály (Larus hyperboreus)
    - ezüstsirály (Larus argentatus)
    - heringsirály (Larus fuscus)
    - sárgalábú sirály (Larus cachinnans)
    - halászsirály (Larus ichthyaetus)
    - dankasirály (Larus ridibundus)
    - vékonycsőrű sirály (Larus genei)
    - szerecsensirály (Larus melanocephalus)
    - kis sirály (Larus minutus)
    - kacagó sirály (Larus atricilla)
    - gyűrűscsőrű sirály (Larus delawarensis)
    - sárgalábú sirály (Larus cachinnans) vagy (Larus michahellis)
    - sarki sirály (Larus glaucoides)
    - fecskesirály (Larus sabini) vagy (Xema sabini)
    - háromujjú csüllő (Rissa tridactyla)

  - Család: csérfélék (Sternidae)
    - kacagócsér (Gelochelidon nilotica) vagy (Sterna nilotica)
    - lócsér (Sterna caspia)
    - bengáliai csér (Sterna bengalensis)
    - kenti csér (Sterna sandvicensis)
    - rózsás csér (Sterna dougallii)
    - küszvágó csér (Sterna hirundo)
    - sarki csér (Sterna paradisaea)
    - kis csér (Sterna albifrons)
    - fattyúszerkő (Chlidonias hybridus)
    - fehérszárnyú szerkő (Chlidonias leucopterus)
    - kormos szerkő (Chlidonias niger)

  - Család: alkafélék (Alcidae)
    - alkabukó (Alle alle)
    - alka (Alca torda
    - vastagcsőrű lumma (Uria lomvia)
    - lunda (Fratercula arctica)

- Rend: pusztaityúk-alakúak (Pteroclidiformes) – 1 faj
  - Család: pusztaityúkfélék (Pteroclididae)
    - talpastyúk (Syrrhaptes paradoxus)

- Rend: galambalakúak (Columbiformes) – 6 faj
  - galambfélék (Columbidae)
    - szirti galamb (Columba livia)
    - kék galamb (Columba oenas)
    - örvös galamb (Columba palumbus)
    - vadgerle (Streptopelia turtur)
    - keleti gerle (Streptopelia orientalis)
    - balkáni gerle (Streptopelia decaocto)

- Rend: kakukkalakúak (Cuculiformes) – 2 faj
  - Család: Kakukkfélék (Cuculidae)
    - pettyes kakukk (Clamator glandarius)
    - kakukk (Cuculus canorus)

- Rend: bagolyalakúak (Strigiformes) – 12 faj
  - Család: gyöngybagolyfélék (Tytonidae)
    - gyöngybagoly (Tyto alba)

  - Család: bagolyfélék (Strigidae)
    - füleskuvik (Otus scops)
    - uhu (Bubo bubo)
    - hóbagoly (Bubo scandiacus)
    - macskabagoly (Strix aluco)
    - uráli bagoly (Strix uralensis)
    - karvalybagoly (Surnia ulula)
    - európai törpekuvik (Glaucidium passerinum)
    - kuvik (Athene noctua)
    - gatyáskuvik (Aegolius funereus)
    - erdei fülesbagoly (Asio otus)
    - réti fülesbagoly (Asio flammeus)

- Rend: lappantyúalakúak (Caprimulgiformes) – 1 faj
  - Család: lappantyúfélék (Caprimulgidae)
    - lappantyú (Caprimulgus europaeus)

- Rend: sarlósfecske-alakúak (Apodiformes) – 2 faj
  - Család: sarlósfecskefélék (Apodidae)
    - havasi sarlósfecske (Tachymarptis melba) vagy (Apus melba)
    - sarlósfecske (Apus apus)

- Rend: szalakótaalakúak (Coraciiformes) – 4 faj
  - Család: jégmadárfélék (Alcedinidae)
    - jégmadár (Alcedo atthis)

  - Család: gyurgyalagfélék (Meropidae)
    - gyurgyalag (Merops apiaster)

  - Család: szalakótafélék (Coraciidae)
    - szalakóta (Coracias garrulus)

  - Család: bankafélék (Upupidae)
    - búbos banka (Upupa epops)

- Rend: harkályalakúak (Piciformes) – 10 faj
  - Család: harkályfélék (Picidae)
    - nyaktekercs (Jynx torquilla)
    - kis fakopáncs (Dendrocopos minor)
    - közép fakopáncs (Dendrocopos medius)
    - fehérhátú fakopáncs (Dendrocopos leucotos)
    - nagy fakopáncs (Dendrocopos major)
    - balkáni fakopáncs (Dendrocopos syriacus)
    - háromujjú hőcsik (Picoides tridactylus)
    - fekete harkály (Dryocopus martius)
    - zöld küllő (Picus viridis)
    - hamvas küllő (Picus canus)

- Rend:verébalakúak (Passeriformes) – 156 faj
  - Család:pacsirtafélék (Alaudidae)
    - kalandrapacsirta (Melanocorypha calandra)
    - fehérszárnyú pacsirta (Melanocorypha leucoptera)
    - szerecsenpacsirta (Melanocorypha yeltoniensis)
    - szikipacsirta (Calandrella brachydactyla)
    - vörhenyes pacsirta (Calandrella rufescens)
    - búbos pacsirta (Galerida cristata)
    - erdei pacsirta (Lullula arborea)
    - mezei pacsirta (Alauda arvensis)
    - havasi fülespacsirta (Eremophila alpestris)

  - Család: fecskefélék (Hirundinidae)
    - partifecske (Riparia riparia)
    - szirtifecske (Ptyonoprogne rupestris)
    - füsti fecske (Hirundo rustica)
    - vörhenyes fecske (Hirundo daurica) vagy (Cecropis daurica)
    - molnárfecske (Delichon urbica)

  - Család: billegetőfélék (Motacillidae)
    - barázdabillegető (Motacilla alba)
    - citrombillegető (Motacilla citreola)
    - sárga billegető (Motacilla flava)
    - hegyi billegető (Motacilla cinerea)
    - parlagi pityer (Anthus campestris)
    - erdei pityer (Anthus trivialis)
    - réti pityer (Anthus pratensis)
    - rozsdástorkú pityer (Anthus cervinus)
    - havasi pityer (Anthus spinoletta)
    - sarkantyús pityer (Anthus richardi)

  - Család: királykafélék (Regulidae)
    - sárgafejű királyka (Regulus regulus)
    - tüzesfejű királyka (Regulus ignicapillus)

  - Család: csonttollúfélék ((Bombycillidae)
    - csonttollú (Bombycilla garrulus)

  - Család: vízirigófélék (Cinclidae)
    - vízirigó (Cinclus cinclus)

  - Család: ökörszemfélék (Troglodytidae)
    - ökörszem (Troglodytes troglodytes)

  - Család: szürkebegyfélék (Prunellidae)
    - havasi szürkebegy (Prunella collaris)
    - hegyi szürkebegy (Prunella montanella)
    - erdei szürkebegy (Prunella modularis)

  - Család: rigófélék (Turdidae)
    - kövirigó (Monticola saxatilis)
    - kék kövirigó (Monticola solitarius)
    - himalájai földirigó (Zoothera dauma)
    - örvös rigó (Turdus torquatus)
    - fekete rigó (Turdus merula)
    - sötéttorkú rigó (Turdus ruficollis)
    - Naumann-rigó (Turdus naumanni)
    - fenyőrigó (Turdus pilaris)
    - szőlőrigó (Turdus iliacus)
    - énekes rigó (Turdus philomelos)
    - léprigó (Turdus viscivorus)

  - Család: óvilági poszátafélék (Sylviidae)
    - réti tücsökmadár (Locustella naevia)
    - berki tücsökmadár (Locustella fluviatilis)
    - nádi tücsökmadár (Locustella luscinioides)
    - csíkosfejű nádiposzáta (Acrocephalus paludicola)
    - foltos nádiposzáta (Acrocephalus schoenobaenus)
    - rozsdás nádiposzáta (Acrocephalus agricola)
    - cserregő nádiposzáta (Acrocephalus scirpaceus)
    - énekes nádiposzáta (Acrocephalus palustris)
    - nádirigó (Acrocephalus arundinaceus)
    - kis geze (Hippolais caligata)
    - halvány geze (Hippolais pallida)
    - kerti geze (Hippolais icterina)
    - déli geze (Hippolais polyglotta)
    - fitiszfüzike (Phylloscopus trochilus)
    - csilpcsalpfüzike (Phylloscopus collybita)
    - Bonelli-füzike (Phylloscopus bonelli)
    - sisegő füzike (Phylloscopus sibilatrix)
    - királyfüzike (Phylloscopus proregulus)
    - vándorfüzike (Phylloscopus inornatus)
    - zöld füzike (Phylloscopus trochiloides)
    - barna füzike (Phylloscopus fuscatus)
    - barátposzáta (Sylvia atricapilla)
    - kerti poszáta (Sylvia borin)
    - mezei poszáta (Sylvia communis)
    - kis poszáta (Sylvia curruca)
    - karvalyposzáta (Sylvia nisoria)
    - dalos poszáta (Sylvia hortensis)
    - bajszos poszáta (Sylvia cantillans)
    - kucsmás poszáta (Sylvia melanocephala)

  - Család: szuharbújófélék (Cisticolidae)
    - szuharbújó (Cisticola juncidis)

  - Család: légykapófélék (Muscicapidae)
    - szürke légykapó (Muscicapa striata)
    - kormos légykapó (Ficedula hypoleuca)
    - örvös légykapó (Ficedula albicollis)
    - kis légykapó (Ficedula parva)
    - vörösbegy (Erithacus rubecula)
    - nagy fülemüle (Luscinia luscinia)
    - fülemüle (Luscinia megarhynchos)
    - kékbegy (Luscinia svecica)
    - házi rozsdafarkú (Phoenicurus ochruros)
    - kerti rozsdafarkú (Phoenicurus phoenicurus)
    - rozsdás csuk (Saxicola rubetra)
    - kormos hantmadár (Oenanthe leucura)
    - hantmadár (Oenanthe oenanthe)
    - apácahantmadár (Oenanthe pleschanka)
    - déli hantmadár (Oenanthe hispanica)
    - cigánycsuk (Saxicola torquatus)

  - Család: papagájcsőrűcinege-félék (Paradoxornithidae)
    - barkóscinege (Panurus biarmicus)

  - Család: őszapófélék (Aegithalidae)
    - őszapó (Aegithalos caudatus)

  - Család: cinegefélék (Paridae)
    - barátcinege (Parus palustris)
    - kormosfejű cinege (Parus montanus)
    - fenyvescinege (Parus ater)
    - búbos cinege (Parus cristatus)
    - széncinege (Parus major)
    - kék cinege (Parus caeruleus)
    - lazúrcinege (Cyanistes cyanus) vagy (Parus cyanus)

  - Család: csuszkafélék (Sittidae)
    - csuszka (Sitta europaea)
    - hajnalmadár (Tichodroma muraria)

  - Család: fakuszfélék (Certhiidae)
    - hegyi fakusz (Certhia familiaris)
    - rövidkarmú fakusz (Certhia brachydactyla)

  - Család: függőcinege-félék (Remizidae)
    - függőcinege (Remiz pendulinus)

  - Család: sárgarigófélék (Oriolidae)
    - sárgarigó (Oriolus oriolus)

  - Család: gébicsfélék (Laniidae)
    - tövisszúró gébics (Lanius collurio)
    - nagy őrgébics (Lanius excubitor)
    - kis őrgébics (Lanius minor)
    - vörösfejű gébics (Lanius senator)
    - pusztai gébics (Lanius isabellinus)

  - Család: varjúfélék (Corvidae)
    - szajkó (Garrulus glandarius)
    - szarka (Pica pica)
    - fenyőszajkó (Nucifraga caryocatactes)
    - havasi csóka (Pyrrhocorax graculus)
    - havasi varjú (Pyrrhocorax pyrrhocorax)
    - csóka (Corvus monedula)
    - vetési varjú (Corvus frugilegus)
    - kormos varjú (Corvus corone)
    - holló (Corvus corax)

  - Család: seregélyfélék (Sturnidae)
    - pásztormadár (Sturnus roseus)
    - seregély (Sturnus vulgaris)

  - Család: sármányfélék (Emberizidae)
    - citromsármány (Emberiza citrinella)
    - fenyősármány (Emberiza leucocephalos)
    - sövénysármány (Emberiza cirlus)
    - bajszos sármány (Emberiza cia)
    - kerti sármány (Emberiza hortulana)
    - rozsdás sármány (Emberiza caesia)
    - törpesármány (Emberiza pusilla)
    - erdei sármány (Emberiza rustica)
    - kucsmás sármány (Emberiza melanocephala)
    - nádi sármány (Emberiza schoeniclus)
    - sordély (Miliaria calandra) más néven (Emberiza calandra)
    - sarkantyús sármány (Calcarius lapponicus)
    - hósármány (Plectrophenax nivalis)

  - Család: pintyfélék (Fringillidae)
    - erdei pinty (Fringilla coelebs)
    - fenyőpinty (Fringilla montifringilla)
    - nagy pirók (Pinicola enucleator)
    - karmazsinpirók (Carpodacus erythrinus)
    - nagy keresztcsőrű (Loxia pytyopsittacus)
    - keresztcsőrű (Loxia curvirostra)
    - szalagos keresztcsőrű (Loxia leucoptera)
    - zöldike (Carduelis chloris)
    - zsezse (Carduelis flammea)
    - csíz (Carduelis spinus)
    - tengelic (Carduelis carduelis)
    - sárgacsőrű kenderike (Carduelis flavirostris)
    - kenderike (Carduelis cannabina)
    - csicsörke (Serinus serinus)
    - citromcsíz (Serinus citrinella)
    - süvöltő (Pyrrhula pyrrhula)
    - meggyvágó (Coccothraustes coccothraustes)

  - Család: verébfélék (Passeridae)
    - házi veréb (Passer domesticus)
    - mezei veréb (Passer montanus)
    - kövi veréb (Petronia petronia)
    - havasi pinty (Montifringilla nivalis)